# 古谷徹
古谷 徹（ふるや とおる、1953年〈昭和28年〉7月31日 - ）は、日本の声優、俳優、ナレーター。神奈川県横浜市磯子区出身。青二プロダクション所属。別名義に蒼月 昇（そうげつ のぼる）がある（後述）。左利き。妻は元声優の間嶋里美。元妻は声優の小山茉美。
主な出演作に『巨人の星』（星飛雄馬）、『機動戦士ガンダム』（アムロ・レイ）、『ドラゴンボール』（ヤムチャ〈初代〉）、『聖闘士星矢』（天馬星座の星矢）、『きまぐれオレンジ☆ロード』（春日恭介）、『美少女戦士セーラームーン』（地場衛 / タキシード仮面）、『名探偵コナン』（安室透〈初代〉）、『ONE PIECE』（サボ〈初代〉）、『機動戦士ガンダム00』（リボンズ・アルマーク、ナレーション）などがある。
自動車番組『カーグラフィックTV』の2代目ナレーターを1986年から務め、さらに報道番組『クローズアップ現代+』のナレーターを2016年4月から2022年3月まで務めていた。

## 経歴

### 生い立ち
豆腐店の長男として神奈川県横浜市磯子区で誕生。
昔はお遊戯の延長線上でバレエ、ダンス、習い事として日本舞踊をしていた。当時は小柄であったことから女形ばかりしており、それが嫌で小学5年生くらいで日本舞踊は辞めた。「俳優の仕事に役立つ」ということであったが、一方で「単純に母が好きだったのだろう」とも語る。
一方、首には風呂敷、手には水鉄砲などの格好をして三輪車に乗り、商店街を走り回っていた。

### キャリア

#### 子役時代
5歳の頃に、ラジオに合わせ歌い踊っていた姿を見ていたアナウンサー・歌手志望だった長野県出身の母親が「芸事に向いているのでは」と子に夢を託す形で幼稚園入園前の古谷を児童劇団の劇団みつばに入れる。その時は演技をするという意識はなく、発表会のような感覚であった。劇団みつば解散後は7歳くらいで劇団ひまわりに入団、子役として活動した。両親は自営業で、送迎できる状況ではなかったため、実家の横浜市から劇団がある東京都渋谷区恵比寿まで1人で通っていた。
子役としてのデビューは、テレビ番組の戦争ドラマだったと語る。記憶は薄いが、空襲を受けて地面に伏せる役で、付き添いで来ていただけの母も出演。親子としてそのまま出演しているため、母もある意味では夢がかなったという。
普段の練習はもちろん、撮影現場に出ることができて楽しかったという。『隠密剣士第七部 忍法根来衆』の現場では、日常には無かった刀や手裏剣などの小物にわくわくしていた。根岸線開通前、横浜市磯子区の自宅から東京都練馬区大泉学園にあった撮影所まで、京急線、JRなどを乗り継ぎ、1人で通っていた。収録後は帰りに東京都渋谷区のデパートのおもちゃ売り場に寄ったりして、ほとんど遊び感覚だったという。
子役時代は映画への出演が多かったという。また、『ウルトラQ』第13話「ガラダマ」や『マグマ大使』などの特撮ドラマ出演も果たし、自身が好きなヒーロードラマに出られて嬉しかったという。

#### 声優・俳優として
10歳のときに『ローマに咲いた恋』で声優デビュー。小学校の頃のニックネームは「古ちん」。関東学院六浦小学校を経て、関東学院六浦中学校在学中、中学1年時の1966年にオーディションで合格した役である、『海賊王子』のキッド役でアニメに初出演した。その当時、アニメの少年主人公といえば女性が演じるものというイメージがあったが、「実際の少年にやらせよう」というのは画期的であったといい、「自分がそのハシリだったんではないか」と語る。中学3年生時の1968年からは、アニメ『巨人の星』で主人公の星飛雄馬役を担当。『巨人の星』に出演後、あまりにも人気が出て国民的に知られるようになったこともあり、星飛雄馬のイメージが大きくなったという。また海外ドラマでも6年近くレギュラーの出演をしていていた。声優デビューしてからも、1967年の加山雄三主演映画『続・何処へ』などで子役俳優として顔出し出演を続けていた。舞台も民音の子ども劇場で声の仕事・子役俳優の仕事と並行し、半々くらい出演していた。アニメでは単発で『アタックNo.1』などに出演していたが、当時のレギュラー番組は『巨人の星』だけであったという。
ただし、前述のとおり母が「息子にこの道に進んでほしい」という思いがあったからであり、自分で選んだわけではなかった。そこで、『巨人の星』の放送終了後の高校3年生の頃、今後の進路について立ち止まって考えていた。その時は受験の時期ということもあり、それまでは親の敷いたレールの上を歩いてきたが、「果たして自分自身はこの仕事が好きなのか？」と自問していたという。子役から俳優への切り替えがうまくいかない先輩たちの前例も見て、少しずつ離れて芸能界を眺めてみたくなり、劇団ひまわりを退団して学業優先のためしばらく休業。ただしレギュラーではない単発での声優の仕事は不定期で行っていた。関東学院六浦高等学校から明治学院大学経済学部商学科へ進学し、「改めて自分がどんな仕事をしたいか考えてみよう」、「この世界に戻るにしても、一度きっぱり辞めて、大人の芝居を勉強し直して再び入ればいい」、「一生の仕事として何をしようかな」と考えていた。大学時代については、それまでの学業と芸能界の仕事を必死で両立する日々とは異なっていたため、楽しかったという。一人暮らしを始め、同級生とビリヤードなどをするなど、生活が一変した。
当時は第一次オイルショックのあとの不景気で、就職は公務員が一番人気であり、自身の叔父が公務員であったためそれを勧められた。他にも家業を継ぐ道や、会社員になる選択肢もあった。しかし『巨人の星』との出合いやそこで得た経験が大きく、芝居の難しさや出来た時の達成感、放送開始後にファンレターを多数貰いメチャクチャ嬉しかったこと、色々な取材を受けたり、サイン会などが忘れられず、大きな勲章を貰った気もしていた。すごく不安であったが、大学卒業時期に「一生の仕事は何をしよう」ともう一度考え、「やっぱりもう1回プロとして俳優の道を目指してみたい」、「そこに賭けてみよう」、「やっぱり俳優の道を行ってみよう」と声優の仕事で生きていくことを選び、1974年に東京俳優生活協同組合に所属した。俳協は顔出しの仕事もしていたため、「声のお仕事と両方できるから」と思った。当初は『特別機動捜査隊』に顔出しで出演したり、ライオン奥様劇場の昼のメロドラマ『紀子・その愛』で主人公の弟役で1年ぐらい出演したり、その他学校放送のラジオドラマや舞台など、様々な分野の仕事を行っていた。その時にだんだんとアニメの魅力にも熱中していき、「アニメの中だと自分はヒーローでいられる。これは凄く楽しい仕事だな」と思えるようになったという。1975年、『鋼鉄ジーグ』の司馬宙役で活動を再開。
1979年に『機動戦士ガンダム』で主人公のアムロ・レイ役を担当。作品自体の大ヒットと共に、それまで星飛雄馬の流れを汲む熱血キャラクターを演じることの多かった古谷にとって、内向的な少年であるアムロは大きなターニングポイントになった。1982年からは青二プロダクションに所属。
ちょうど30歳の節目の年で、角川映画初のアニメ作品『幻魔大戦』に出演。その時、ある人物に言われていた「男は30歳のときにやっていることが一生を決める」という言葉が自分の中に残っていた。「ここで僕の一生が決まる」と感じていた時、「声優として生きていこう」と決めたという。
1980年代・1990年代には、『ドラゴンボール』、『聖闘士星矢』、『美少女戦士セーラームーン』など社会現象を起こした多くの作品でレギュラーを務めた。

### 2000年代以降
2000年代以降はガンダム関係の番組を中心に、バラエティ番組に顔出しで出演する機会も増加した。2012年からは『名探偵コナン』で人気キャラクターの安室透役を担当しており、2022年には同作のスピンオフ作品『名探偵コナン ゼロの日常』で14年ぶりにテレビアニメの主役を演じる。
声優アワードにおいて、2008年（第2回）に富山敬賞を、2010年（第4回）にはシナジー賞（『機動戦士ガンダム』）を、2019年（第13回）には助演男優賞を受賞した。

### 不祥事
2024年5月22日、37歳年下の女性と約4年半にわたって不倫関係にあったことが週刊文春にて報じられた。
不倫相手は、古谷が演じる『名探偵コナン』の安室透がきっかけで古谷のファンとなった一般女性（古谷の娘と同年代）であり、ファンレター等を送っていたところ、古谷からショートメールが届き対面したことで、2019年春より関係が生まれたという。古谷は女性と不倫の際、安室の声で愛を囁いたり『ONE PIECE』のサボの声で女性と話すことがあったほか、自身が手掛けるアパレルブランドのアドバイスをしてもらっていた。その反面、二人の関係について口論になった際には女性に対し手をあげたことがあったほか、2021年に女性の妊娠が発覚すると「それは（まだ）命とは言えないよ」という言葉を発するなどして中絶させ、この中絶を機に関係が大きく変化。最終的に、2023年9月に起こった口論で古谷の方から別れたという。
週刊文春の取材に対し、女性は「彼にもう二度と同じことを繰り返さないで欲しいと思い、すべてをお話ししようと決めました」と語っている。古谷は同誌の取材を「覚悟を決めました」と応じ、その中でこれら一連のことが全て事実と認めたほか、家族には取材前に全てを話し、妻からは「本当に愚か、浅はかだ。もう恥晒して生きていこう」と言われたことを明かした。
古谷は同誌の発売日にXを更新。改めてその内容が事実と認め、女性を心身共に深く傷つけたこと、ファンや関係者の信頼を裏切る行為であり、キャラクターを汚してしまったことを「私の残りの人生をかけて誠心誠意償っていく所存です。どんな制裁も受ける覚悟でおります。誠に申し訳ございませんでした」と謝罪した。

#### 影響
報道から1か月後の2024年6月、古谷本人の公式Xアカウントが削除された。
同年6月22日、『名探偵コナン』の安室透役、『ONE PIECE』のサボ役の降板が発表された。両作品ともに、「直接的に著しく作品及びキャラクターのイメージを傷つけてしまった」として古谷本人および協議を重ねた所属事務所の青二プロダクションから降板を申し入れており、古谷は「今の自分に唯一できる償いの形」と表現している。また、その後も「諸般の事情」などの理由で一部の持ち役や出演予定だった作品の降板があり、自身の冠番組でもある配信番組「古谷徹のほっこりThanksroom」は終了。出演予定だったイベントは中止となった。

## 人物

### 役者としての特色
声種はテノール（F - F〈2オクターブ〉）。
声優としては、多数のアニメ、洋画、ゲーム、CDドラマに出演しており、ナレーション、ラジオのパーソナリティも務めるなど、幅広く活躍。役柄としては、主に大ヒット作の主人公、正義感が強いヒーロー的な役を演じる。
任天堂のゲームキャラクター・マリオの声を、1990年代ごろまで各種アニメ、テレビCMで担当していた。
ナレーション業としては、『カーグラフィックTV』を1986年から担当している。『闘牌伝説アカギ 〜闇に舞い降りた天才〜』、『機動戦士ガンダム00』などのアニメ作品のナレーターを担当することもある。
吹き替えではユン・ピョウを担当しており、大滝進矢と分け合う形となっている。

### 音楽
小学生の頃からウクレレを弾いている。また、中学1年生になった時に両親からギターを入学祝いとして買ってもらってからは、1人でギターを弾いていた。
中学2年生の時にジミ・ヘンドリックスに憧れ、中学3年生の時に同級生とロックバンドを組み、リードギターとボーカルを担当した。ギターに夢中になり、文化祭に出演したり、ミュージシャンになろうとしていた時期もあった。その時に「将来は食事しながら音楽のライブや芝居がみられるライブハウスを持ちたい」と考えていたことから、前述の通り大学は経済学部を選んだという。
大学時代に渡辺プロダクション経営の東京音楽学院に入学し、歌手デビューを目指していたという。銀座メイツなどに出演し、弾き語りなどをしていた。ただし、レコードを出すまでという話には至らず、チャンスが無かった。また、いくら歌が好きでも、ルックスの関係で「顔が良くなくっちゃダメだ」と悟ったという。その頃夢中になりレッスンしていたのは尾崎紀世彦であった。結局、大学3年生ぐらいの時、大学卒業も近づき、一生の職業を考えるようになっていた時、「ミュージシャンや歌手では将来性はどうなんだろう、難しいかな」と思うようになっていき、音楽一本でやっていく夢はすっぱり断念したという。
1977年に声優仲間とバンド「スラップスティック」を結成し、古谷はドラムを担当。声優活動復帰後は「音楽は趣味でいい」と思っていたが、今度は声優がクローズアップされるようになり、「レコードを出しませんか？」、「声優たちのバンドを組もうよ」といった話が持ち上がった。その時にスラップスティックに始まり、ソロ、キャラソン、アニメ主題歌など、音楽も少し仕事になっていったことから、より多くの作品を残せたのかもしれず、「これ、一番いい方向に行ってるな」、「大学時代に歌を勉強した2年間というのは、全然無駄じゃなかったな」と思っていたという。キャニオンレコード（現：ポニーキャニオン）より『いじわるばあさん』のテーマ曲、『ぼくパタリロ!』のエンディング曲『クックロビン音頭』などの他、11枚のアルバムを約10年の活動中にリリースした。その後解散したが、メンバーだった曽我部和恭、鈴置洋孝が2006年に相次いで死去したことに際し、追悼ライブを行っている。
ソロでもビクターレコード（現：ビクターエンタテインメント）から、1980年『TORU Page1』、1981年『TORU Page2』、1982年『TORU Page3』、1983年『HEARTS』と4枚のアルバムをリリースした。アニメソングでも主演作の『ドラゴンクエスト 勇者アベル伝説』の第二部にて、オープニングテーマを歌っている。また、2009年にはゲームソフト『仮面ライダー クライマックスヒーローズ』の主題歌『集合! クライマックスヒーローズ』を担当した。この他、ヤムチャ（『ドラゴンボール』）、タキシード仮面（『美少女戦士セーラームーン』）、春日恭介（『きまぐれオレンジ☆ロード』）、坂本耕作（『ストップ!! ひばりくん!』）、無限真人（『特装機兵ドルバック』）など、持ち役のキャラクターソングも多い。
2008年に自身名義としては初のCD（前述のアルバムはレコードの時代に制作され、現在に至るまで未CD化）ミニアルバムとなる『HEROES 〜to my treasure〜』を発表した。

### 仕事に対する姿勢
本人は自分の役作りについて、まずは情報収集であると語る。「キャラクターについて手に入る情報はすべて頭にインプットする」「キャラクター表を見て、同じポーズをとってみる（例：ヒーローであれば、目つきやポーズ）」といったようなことを自分の体にコピーしていくのだという。また、インプットした情報は忘れないように台本の余白ページに書き込み、他の役の設定もメモをしておき、自分の役との関係性をはっきりさせておくとのこと。
役への取り組み方は「この役はどんな声を出すんだろう？」を考えるところから始まり、スタジオに入る前にできる限りの資料を集めて自分の中で分析をしている。レギュラーのアニメーションの役を勝ち取るというのが、大変かということを痛感しているため、ひと言ひと言のセリフなど、ひとつの役というのを大事にして取り組んでいる。
一時期は週7本レギュラーがあったが、レギュラーがなくなってしまった時期もあった。月給制ではないため、仕事がなければ一銭も入って来ず、不安に感じていた。当時はちょうど声優専門の養成所ができ始め、若手声優たちが台頭し始めた頃であった。また自身のギャランティーのランクも高くなっていたなど予算的な部分もあり、また色々な作品で自身の声が広まっていたため、「僕の声はもうわかっている」、「（古谷以外の）もっと新鮮な声が欲しい」ということで、若手にアニメの主人公役が変わっていく傾向にあった。その時はオーディションにも呼ばれなくなっていった時期であった。このことはたった半年くらいの出来事であったが、それがきっかけで色々な役を演じるようになった。そのような経験を経て、ひとつの役に対する捉え方、取り組み方などが変わり、「この役をいただいて本当にありがとうございます」という「感謝の気持ち」から「真剣にやろう、手間暇をかけよう」という気持ちになっていった。
職業としての声優にプライドを持っていることからこの仕事が好きであり、また「自分にはこの道しかない」と思っていたことから「声優を辞めよう」と思ったことはなかった。「声優は俳優より多くのスキルが必要だ」と語り、モチベーションという意味では、アニメーションではヒーローでいられるため、その思いが「今まで自分を支えてくれたんじゃないか」と感じており、「もっともっとヒーローをやりたい！」とのこと。
自身でこのセリフをこのトーンでこんな雰囲気で喋ることは決めないようにしている。本人は「アフレコ現場で監督と話し合って作り上げていくものだから」と公言している。
体調管理は、2016年時点では朝晩うがい薬でうがいする程度と語る。ナレーションの仕事では、腹筋が無いと長い文章を息継ぎなしで喋れないため、トレーニングはしている。酒はほぼ毎晩飲んでいるが、量は少ないという。深酒すると午前中は低い声になってしまうため、高い声を出す必要のある時は控えている。
2016年時点では、5歳から活動しているため、レギュラーの番組がなくなったら辞めて、「できれば早く引退したいなぁ」、「定年でやめて、あとはのんびり隠居生活したいな～」と語っていた。しかし『名探偵コナン』の安室透役、『ONE PIECE』のサボ役を演じたため、「自分で納得できるクオリティの仕事ができる限り、最後まで全うしたい」、「当分引退出来ないなあ」と語っていた。
2019年時点では海外ドラマ、ナレーションの仕事などもあり忙しいが、それらすべてが「やりたい仕事」で、引退は考えてる場合ではなくなってしまったという。
2018年時点では「死ぬまでヒーローをやっていたい」という気持ちは常にあり、快感のために声優を続けている。自分のセリフを「うわあ、カッコいい！」と思える瞬間が忘れられず、「カッコいいセリフを言い続けていたい」という。

## エピソード
様々な媒体のインタビューで、今まで演じた最も好きなキャラクターは『きまぐれオレンジロード』の春日恭介と答えている。2016年時点では『名探偵コナン』の安室透、『ONE PIECE』のサボを挙げており、そういう青年役を演じていたため、「若い役を演じていると、ついその気になってしまうからではないでしょうか」と語っていた。2016年時点では『名探偵コナン』の安室透、『ONE PIECE』のサボを演じ切るのが目標としていた。
実家は豆腐屋であった。「お父さんの家業は何?」と問われると、間髪入れず「豆腐屋です!」と真面目に答える誠実さと清々しさが魅力だったと勝田久は語る。古谷は現在でこそ「好物は豆腐」と語るが、かつては「味がしないし、歯ごたえもない」として苦手だった。30歳を過ぎた頃から食べ物の好みが変わり、豆腐を「おいしい」と思えるようになったが、その頃には両親は店を畳んでいたため、それを残念に感じたという。豆腐屋だったこともあり「自分が接客業に向いている」と思ったことも前述の大学は経済学部を選んだ理由だと語る。
「NHK大河ドラマは毎年見ている。特に戦国時代モノが好き。できれば大河ドラマ・ナレーターをやってみたい」と述べている。
前述のとおり、吹き替えではユン・ピョウくらいしか持ち役がないため、『24 -TWENTY FOUR-』のようなカッコいい刑事モノ、大人の主人公を演じてみたいと語っていた。
『UFO大戦争 戦え! レッドタイガー』では当初レッドタイガーの声を演じていたが「声が若すぎてイメージに合わない」という理由から第4話で降板した。
2007年発売のスーパー戦隊Vシネマ『轟轟戦隊ボウケンジャーVSスーパー戦隊』では、スーパー戦隊30作目の記念として生み出されたキャラクター「アカレッド」の声を演じた。また、その4年後の2011年放送の『海賊戦隊ゴーカイジャー』でも放送前のCMナレーションと第2話に登場した謎の赤い戦士（後にアカレッドと判明）として声を演じるなど、スーパー戦隊シリーズにおける節目の作品に出演している。
2009年1月27日に死去したという情報がサイバッチのメルマガで流れ、一時期ネット上は騒然となった。同年1月29日付けの公式サイトの更新で「他界したのは僕ではなく母（享年81）です」とのコメントが書き込まれ、事態は収束に向かった。
『名探偵コナン』で演じている安室透はアムロ・レイと古谷に因んで名づけられている。古谷は大のコナンファンであり、劇場版第20作『純黒の悪夢』の公開を記念した赤井秀一役 の池田秀一とのインタビュー形式の対談で、キャラクター名に自身の本名が入っていることを嬉しく思う旨を原作者の青山剛昌に直接伝えたと語っている。
2016年3月にイスラエルのプーリームでコスプレイベントにゲスト出演した。

### 他声優絡み
若い頃は、自分と同様に数多くの熱いヒーローを担当していた神谷明に対して、ライバル意識を持っていたと自伝で明かしている。共演の多い声優には、男性では井上和彦、古川登志夫、鈴置洋孝、堀川りょう、女性では小山茉美、潘恵子、鶴ひろみ、渡辺菜生子などがいる。特に鶴とは、恋人・両思い・片思いなど恋愛の絡む役同士での共演が多い。
鶴との共演が多かったことに対し、古谷は「互いの声が合っていたのでは」との見解を示している。また「仕事がやりやすい」とも発言している（『きまぐれオレンジ☆ロード』キャストトークより）。『ドラゴンボール』でも古谷＝ヤムチャ、鶴＝ブルマと恋人役を共演していたが、話が進行していくうちブルマはベジータと結婚してしまう。古谷は『週刊少年ジャンプ』のパーティで作者である鳥山明に抗議したが「だってヤムチャは浮気者だから仕方ないでしょ!」と鳥山に言われたという。
私生活では、NHK名古屋のFMドラマで知り合いになった声優の小山茉美と1976年に結婚し、1983年に離婚した。その後、同じく声優の間嶋里美と1985年に再婚し、現在は間嶋との間にもうけた一人娘の父親である。
古川とは互いの家を行き来するほど仲が良いという。また、鈴置も親友として知られた。この他にも、広い交友関係を持つ。歳が近い水島裕とは「トオル」、「ユウ」と呼び合う仲（実際は古谷の方が2歳年上）。『聖闘士星矢』で水島がシドとバドの2役に挑戦するのに悩んでいた時には「ユウならできるよ」と言って励ましたという。またカンフー映画の吹き替えにおいて、古谷は一時期ユン・ピョウ専属の吹き替えも担当していたため、サモ・ハン・キンポー専属の水島とは共演が多い。また同い年である井上とは「徹」、「和彦」と呼び合う仲。
『巨人の星』で星一徹役を演じていた加藤精三が仕事仲間を集めて民話の朗読会を開いていたが、その縁で加藤のもとで勉強をしたくなり、その会に入っていた時期もある。ここで様々なキャラクターを演じ分ける勉強をさせてくれたことが、その後の声優の芝居に大きな影響があったと語り、「この経験がなかったら、アムロは演じられなかったかもしれないです」と回想している。

### 趣味・声優以外との交友
趣味はスキー、スノーボード、ゴルフ、テニス、ウインドサーフィン、ルアーフィッシング、パソコン、ゲーム、ダーツ。特技はギター、ドラム、プログラミング。このように多趣味であるが、料理は苦手としている。
アウトドアスポーツが好きであることから、日焼けで1年中肌が黒く、夏はウィンドサーフィン、テニス、冬にはスキー、スノーボードもしている。テニスもスキーも学生時代に友人に誘ってくれたのがきっかけでウィンドサーフィンは井上和彦に勧められて始めたという。
資格は普通自動車運転免許、大型二輪免許、四級アマチュア無線技士、一級小型船舶操縦士、二級海上特殊無線技士。
船も好きで横浜生まれ横浜育ちで海の近くで育ったため、小さい頃から船長に憧れがあり、「いつか自分の船が持ちたいなぁ」と夢見ていた。
船舶免許、特に一級は取るのが結構大変で、1カ月くらいかかった。『美少女戦士セーラームーン』が放送していた頃、毎週土日学校に通い、気象学、海図、無線を勉強をして、実技をしていた。
2019年時点では他の趣味がいっぱいあり、船もなかなか乗れないという。2019年時点では湘南あたりの海沿いに住んでみたく、自分の船を持ちクルージングという憧れもあったという。
好きな酒は日本酒、ビール、焼酎、サワー、シャンパン、ワイン、ウオッカ・ジンベースのカクテル、純米大吟醸など。一方、芋焼酎、ウイスキーは苦手である。シメは牛乳とアンコで特に月餅が大好物である。酔っ払っていても、最後はアンコを食べるという。
『カーグラフィックTV』のナレーターを20年以上務めているが、古谷自身も20歳代の頃から自動車にこだわりを持っている。免許を取って初めて乗った車は父が乗っていたスカイライン1500DXとのこと。大学生の頃は横浜ナンバーのC10型スカイライン(ハコスカ)に乗っていた。当時はガソリンスタンドのアルバイトもしており、夜勤だったことから、客が少なく自分のクルマばかりイジっていた。2016年時点はゴルフに行くことが多いため、長距離でも自分の車で運転していたという。
声優業の他に、雑誌やインターネット上のコラムもいくつか連載している。自作でデータベースなどを開発するなど、マルチな才能を発揮し、パソコンの強者としても知られる。
徳永英明の熱烈なファンであり、古谷の主演作『ドラゴンクエスト』（アベル役）で、徳永が前期エンディングテーマ『夢を信じて』を担当することを知った際には、非常に感激したという。『夜のヒットスタジオSUPER』では、徳永が出演した際に古谷も出演していたことで対面を果たしている。

### パソコン
初めて購入したパソコンにヤマハのMSX CX-5を挙げており、MSXのプロデュース元であるアスキーの月刊誌『MSXマガジン』でも、1993年の同誌休刊まで連載を持っていた。パソコン通信時代から、ネットコミュニケーション上でファンと直接交流を取っている。前述した連載コラムの中にはパソコン関連のものもあり、声優としての古谷徹というよりは、パソコン通としての側面がクローズアップされている物もあり、かなり専門的な内容となっている。パソコンパーツ専門店であるドスパラの店頭イベントでも度々出演している。
ニフティサーブ全盛の時代は自身がアフレコの様子を毎回報告し、頻繁にオフ会を開催するなど、ファンサービスの域を超えた活動が人気となった。インターネット時代以降は自身のホームページやネットワークゲームなどを介し、長きに渡りファンと交流の場を設けている。
PS2ゲームの『機動戦士ガンダム』のネット対戦に参加したこともあるという。チャットも行い参加は告知していた。
しかしそれゆえに、自身の作品の抱負やプライベートな報告のみならず、キャスト降板の他、昔からの声優仲間である井上瑤、鈴置洋孝、戸谷公次、曽我部和恭らの訃報を相次いで報告せざるを得ない状況をも生んだ。特に井上と戸谷のケースは、古谷からの発表ではなく、ファンが噂を聞きつけて質問し、古谷が返答せざるを得なくなったものである。しかし、古谷は常に故人の所属事務所や遺族に事前に確認を取り、正式に訃報を伝える許可を貰ったうえで追悼コメントを出していた。
また、複数の作品で共演経験もある富沢美智恵が引退と報道された際 には、その報道を目にした1人として、自身と富沢の所属事務所である青二プロダクションに確認を取り、事実を把握。自身のウェブサイト上で発表し、引退報道が誤りであることをファンへと明らかにした。

### 巨人の星
『巨人の星』では作中年齢に近い星飛雄馬を15歳の古谷が演じ、大きな反響を引き起こした。元々原作漫画の大ファンであり、「まさか自分が星飛雄馬を演るとは思わなかったので驚いた」「飛雄馬の成長をずっと追いかけていく物語を、役者として3年半演じ続けたことはとても勉強になった」と語っている。オーディションに際、飛雄馬をどう演じるかなどの役作りは前述のとおり原作のファンであったことから、自分の中で、「飛雄馬はこう喋る」というのができあがっており、それをそのまま出した感じであった。ただし、そのオーディションは、野沢雅子ら、業界の大先輩たちも受けており、「正直、受かることはないだろうな」と思っていた。
当時は『週刊少年マガジン』で連載中の人気作品であったこと、週連載を読み泣いていたことから「この作品をヒットさせないといけない」という思いが自分の中にあった。すごく嬉しかったが、「もし星飛馬のイメージが崩れたらどうしよう」とプレッシャーでもあったという。
星一徹役の加藤精三、星明子役の白石冬美、伴宙太役の八奈見乗児、花形満役の井上真樹夫といった『巨人の星』で共演していた先輩声優たちとは年が離れており、当時の古谷はまだ中学生であった。白石とは『海賊王子』でも一緒であったため、凄く可愛がって貰った。加藤は演じる星一徹と同じく、「スタッフが委縮してるぐらい超怖かった」と語る。
最初の頃、役柄についての理解はできていたが、「どう表現すれば視聴者を感動させられるのか」ということがわかっていなかった。その時、音響監督を務めていた山崎あきらが助けてくれたという。古谷は本格的な声の演技をするのは初めてであったことから、山崎が1回収録をするたびにその演技について話し合いをするというやり方で、演技指導をしてくれた。しかし、収録時には他の声優もいるため緊張し、先輩に迷惑をかけているという意識もあり恐縮していた。しかし皆理解のある人物ばかりで、古谷を責める人物は1人もいなかったという。星飛雄馬は劇中で成長していき、実年齢を超えることになったが、声変わりは中学2年生くらいで終わり、喉が痛んだり声が枯れたりすることもなかったため、影響は無かった。
飛雄馬を演じる上でもっとも難しかったのは、ヒロインの日高美奈とのシーンで飛雄馬と恋人同士になるが、大人の恋愛は無知だったため、感情表現には苦労していた。山崎に感情表現、気持ちを言葉に乗せて演技をすることを多くを教わり技術的な部分のアドバイスに近く、要するに耳元で実演してくれた。まず自分で解釈した芝居を聞いて山崎との話し合いして、「このシーンはこういう気持ちでやると言うと、ではこういう風にしゃべるのはどうか」と実演してくれたことを耳で聞いてコピーして演じていた。具体的に成長の過程を表現する方法としては、「父ちゃん」というセリフは、末尾の「ん」を高くすると子供っぽくなり、逆に「ん」の発声を低くすると大人っぽくなったといった技術面での指導であった。こうした経験を中学生から高校生の間に勉強できたことは、「僕の声優人生の中でも本当に貴重な時間だった」、「それが自分にとっての役作りだ」というところまで最終的にたどり着くことができ得たものは大きかったという。
飛雄馬を演じるための役作りとして、野球未経験を払拭しようと、弟を相手に骨折するまでキャッチボールの練習をしていたという。

### 聖闘士星矢
自身の演じた役柄の中で熱血ヒーローの集大成は『聖闘士星矢』のペガサス星矢を挙げている。自身の年齢から、「これが恐らく僕の最後のヒーローになる」とも語っていた。
2003年のOVA『聖闘士星矢 冥王ハーデス十二宮編』と2004年の映画『聖闘士星矢 天界編 序奏〜overture〜』でも引き続き担当したが、2005年のOVA『聖闘士星矢 冥王ハーデス冥界編』からはキャストが一新され、星矢の担当声優も古谷から森田成一へ交代した。
これはオリジナルキャスト陣の声変わりが理由である。『十二宮編』はテレビシリーズ終了から13年ぶりの制作であり、長いブランクによるオリジナルキャスト陣の声質の変化がファンからも指摘されていた。原作者の車田正美は、古谷が演じる星矢にこだわりがあったため、古谷は残してそれ以外の声の変化が著しい出演者数名の交代を求めた。しかし、古谷は長年のチームワークを優先し、若手との共演を善しとせず拒んだため、やむなく古谷を含む全員が交代することになったという。
その後、2012年放送のテレビアニメ『聖闘士星矢Ω』で古谷は8年振りに星矢の声を担当。本人は「この年になってもう一度演じることになるとは思いもしなかった」と語っている。なお公式サイトでのコメントによると、（2006年に紫龍役の鈴置が死去したため）初代のメインキャストが全員揃うことが不可能となってしまい、キャスティングに関するこだわりはもうないという。また『Ω』の星矢は30歳前後の設定であり、旧作より十数年未来が舞台である。
役に対する入り込みは相当なもので、『聖闘士星矢』のオーディションの際、星矢と同じ格好（スリムのジーンズ、スニーカー、赤いTシャツの袖をまくり、赤いリストバンド）でアフレコに臨み、劇場版の舞台挨拶もこのコスプレで回った。

### 美少女戦士セーラームーン
テレビアニメ『美少女戦士セーラームーン』シリーズでのタキシード仮面役は、「今までになかったオイシイ役」と評している。「今までやって来た主役は飛雄馬にしろ、星矢にしろ、ほとんどが底辺から這い上がってくるタイプでしたから。しかも皆サブキャラとかライバルとか、たまに出て来て一言二言だけのワキ役に人気をさらわれていましたし、そんなわけで、力一杯キザにやらせてもらっています」と放映当時にコメントしている。当初、タキシード仮面役のオファーを受けた時は驚き、　「何これ、マジシャン？」と思っていたという。アフレコの際も非常に乗り気だったようで、第10話の「運転手は私だ」や、『セーラームーンR』のキャラクターである「月影の騎士（つきかげのナイト）」が去り際に残す俳句（川柳）など、台本にはなかったアドリブを随所に織り込んでいた。
『美少女戦士セーラームーン』シリーズで地場衛を演じていた頃、古谷に長女が誕生。これを祝う形で、テレビアニメ第53話では衛と主人公の月野うさぎが、一時的に赤ん坊を預かり保育に奮闘するというアニメオリジナルの話が製作された（当時、テレビアニメは原作に追いつくことを避けるため、「魔界樹編」としてオリジナルの展開が続いていた）。
『美少女戦士セーラームーン』の新シリーズの『美少女戦士セーラームーンCrystal』シリーズでは、地場衛/タキシード仮面役は野島健児が演じることになったが、健児の父親で同じく声優の野島昭生とはバンドを組んでいた仲であったことから縁を感じ、健児にエールを送っている。

## ガンダム関連
アムロに選ばれたのは『おれは鉄兵』からの付き合いであった音響監督の松浦典良の影響が大きかった。当時のTVシリーズ作品では、スタッフとキャスト総勢で旅行することが多かったが、松浦はその旅行中に声優たちの普段の姿を観察していたようで、日常の様子を見ながら、「この声優にはどういう役が適任か」を考えていた。その時に古谷を『機動戦士ガンダム』のオーディションに呼んだが最初であった。
『鋼鉄ジーグ』以降は度々熱血ヒーローを演じていたが、台詞を言う度に飛雄馬になっていることに自己嫌悪に陥っていたと語っている。しかし、オーバーな芝居を求められていた当時の子供向けアニメと違い、『ガンダム』は本当にリアルな芝居を求められており、第1声の台詞「ハロ今日も元気だね」は肩の力を抜いて自身が喋っている普通の声で演じ、古谷自身は「第1声でその役が決まると思っている」と語っていた。この第1声でOKが取れた時「飛雄馬から解放された」と感じ、アニメがヒットした時は「これでプロの声優としてやっていける」と自信がついたと述べていた。
アムロを演じる上で、一年戦争の序盤と終盤での変化など微妙な変化や成長を見逃さないように気をつけているといい、『機動戦士Zガンダム』や『機動戦士ガンダム　逆襲のシャア』などの後の作品でも年齢による声のトーンを念頭に置いているという。
『Z』で再度アムロを演じた際は戦場に行きたくない、宇宙の感覚が怖いと口に出し、ベルトーチカ・イルマに尻を叩かれて渋々戦う姿を見て「カッコ悪いアムロだなあ」と思ったのが正直な感想だったといい、演じていて嫌だったと語っている。ガンダムでの理想の女性はチェーン・アギのような健気なタイプだといい、ベルトーチカのような踏み込んでくるタイプは苦手とのこと。2005年の劇場版『Ζガンダム』で再度この頃のアムロを演じた際、今度はアムロの心境や置かれている状況にきちんと納得しリアルに演じたいと考え、まずなぜアムロがベルトーチカに惹かれたのか考え「戦場で命を懸けて戦う男たちには拠り所が必要、あの頃のアムロにとってベルトーチカはそういう女性で必要な存在だった」と思い、またベルトーチカ役の川村万梨阿に「彼女を好きになりたいからハグさせてくれない？」と頼んだという。納得して収録に臨むことができ『Z』とは全く違う芝居になったと思っているという。
『Z』で不本意なアムロを演じたため『逆襲のシャア』では「やっとアムロらしくなったな！」と思ったといい実際に演じてみて「やっぱりアムロ・レイはこうでなきゃ！」と思ったという。それまではアムロがシャア・アズナブルの一段下にいると思っていたが『逆襲のシャア』ではついに逆転できたなと思ったという。
アムロの好きな台詞に『ガンダム』9話での「フラウ・ボゥ、君にはガンダムの操縦は無理だよ。……、僕は男なんだな」と『逆襲のシャア』での「貴様ほど急ぎすぎもしなければ、人類に絶望もしちゃいない！」という台詞を上げている。
『機動戦士ガンダム THE ORIGIN』では原作者の安彦良和からの指名で8歳のアムロを演じたが案の定かわいくできなかったといい、台詞が多くなかったためなんとかこなせたかな、という感じだったという。一番イメージが強いのは『ガンダム』での少年時代のアムロで一番好きなのは『逆襲のシャア』での大人のアムロだという。
アムロ・レイは「自分の分身」だといい、誰にも譲りたくないという。アムロに関しては「25歳の古谷徹が一番のライバル」だといい、そのために体力作りや遊びを行っている。
アムロ・レイは知名度の高さから、古谷本人が演じるキャラクターの中でも、台詞がパロディとして使用される場合がある。アムロのものまねをする若井おさむに対しては、ララア・スン役の潘恵子が似ていると認めているのとは逆に、「声質は似ているとは思いません」「喋り方のニュアンスは似ている」と公式サイトの掲示板でコメントしていた。後に対談で彼のことを認めており、応援もしている旨の発言をしている。現在は関連イベントで多く共演している。
主要キャストとして出演している関係上、ガンダムシリーズにはこれまで人物や物語に主な関心があったが、昨今はガンダム関係のゲームを自らプレイする機会が増えたことから、モビルスーツへの興味も増してきたという。ホームページ上のコメントでは、アムロが搭乗した初代ガンダムやνガンダムの他、シャア専用ザク、ドム、ギャンなどのシンプルなデザインの物を好むと語っている。また、『劇場版Ζガンダム』のDVD特典映像では、ティターンズ仕様のガンダムMk-IIの名もお気に入りに挙げている。
1996年に放送された『機動新世紀ガンダムX』ではファーストニュータイプの「D.O.M.E.」の声優に古谷を起用する案もあったが、高松信司の「古谷さんにお願いすると自分の意図する「ニュータイプ」の意味が変わってしまう」という意見で没になった。
現在ではガンダム関連のトークイベントや舞台挨拶の場に上がる機会が増えたが、持ち前の社交性から率先して場のトークをまわす役を買って出る場面も多い。特にイベントではシャア・アズナブル役の池田秀一との共演機会が多く、その舞台裏の和気藹々とした様子は『ガンダムエース』誌上で漫画として描かれている。
池田とは子役でいえば大先輩であるが、アニメでいうと古谷が先輩で、『機動戦士ガンダム』の時に池田は2作品目であった。池田は当初は『無敵鋼人ダイターン3』のゲストキャラクターしか演じてなかった。お互いライバル関係の役だったということもあるが、池田とはあまり「なあなあ」にならないように思っていた。池田は当時から酒が好きであったが、古谷は酒を飲まなかったため、なかなか接点というのはなく作品を通じての関係であった。その後、40歳くらいから酒が飲めるようになり、劇場版三部作 特別版の出演でイベント、ゲームなど一緒に仕事するようになった。酒が飲めるようになったため、一緒する仕事があると「まず飲むだろうな」という前提で付き合いさせてくれているという。
『機動戦士ガンダムSEED』に対しては「ファースト とストーリーが似ている」などの若干批判的なコメントを語った一方、「（主に女性層などを中心に）ファンの裾野を広げてくれたことには感謝している」ともコメントしている。『機動戦士ガンダムSEED 連合vs.Z.A.F.T.』のイベントではゲスト出演してカガリ・ユラ・アスハ役の進藤尚美のストライクルージュと対戦、古谷は「アムロはやっぱり主役機」と言ってフリーダムガンダムを使用し「アムロ、フリーダムいきまーす」と言った。
ゲームなどにおけるアムロ役のアフレコのオファーがあった場合、過去の作品を観直して復習し、シチュエーションなども考慮して演技プランを練り、当日に臨むという。この点に関しては、池田秀一が過去の作品はあえて観ず、その時点の新鮮な気持ちで解釈したシャアの姿を演じるとしていることと好対照である。なお古谷は池田と対談した際に「（復習するために）テレビ放送時を見返す度に、当時の僕はアムロを大人っぽく表現していると感じる」と述べている。
「スーパーロボット大戦シリーズ」ではアムロが「フィン・ファンネル!」と叫んでいるが、この台詞は原作では叫んでいない。音声付のシリーズ作品では、アムロが発する特殊セリフが新作ごとに追加されているため、音声付の作品にはほぼ毎回新録を行っている。また、同シリーズでは古谷が声を演じた『鋼鉄ジーグ』も登場することがあるが、ジーグはガンダムやシャアに対して「○○（ガンダム、もしくはシャア）、鋼鉄ジーグが相手だ!」という声優繋がりの特殊セリフを喋ることがある。
バンダイとNTTが提供するネットワークゲーム『ガンダムネットワークオペレーション（GNO）』のプレーヤーとしても知られている。
バンダイ本社ビル内のエレベータにて、アムロの声で「上に、いきまーす!」などの音声案内が設定されている。2005年に上映された劇場版『Ζガンダム』の舞台挨拶において、古谷本人としては主人公のカミーユ・ビダンを演じたかったとコメントし、それを受けた総監督の富野由悠季は「古谷はカミーユにしたくないからアムロにしました」とコメントしていた。
テーブルトークRPG（TRPG）を扱っていたメディアミックス誌『LOGOUT』にコラムを連載していた縁で、同誌上で機動戦士ガンダムを題材としたTRPGセッションへの参加を持ちかけられた際「いいですよ、でも僕シャアやりますからね」と発言。その後本当にシャア役でセッションに参加した。同席した他の参加者によれば、『機動戦士ガンダム 逆襲のシャア』の台詞を即興で多数引用し「アムロの声なのにちゃんとシャアしている」と皆を納得させたという。
かつて古谷がGNOなどのガンダム関連ネットワークゲームで所属していたチームには「久遠の蒼月」「久遠蒼月隊」などのチーム名がつけられていた。また、『UniversalCentury.net GUNDAM ONLINE』では「BlueMoon」という隊に所属していた。2007年11月、テレビ神奈川の『saku saku』に出演。バンプレストの一番くじ「機動戦士ガンダム脱戦士編」のプロモーションで、バンプレスト広報のハッピー柿岡（ラッキー若山の子分）と共に屋根の上に登場。ハッピー柿岡が終始シャアマスクを装着して商品説明する中、古谷はフリップを持たされるなどしたが、ところどころ一番くじの景品をネタにセリフを言ってもらえた。古谷の出演に際して、スタジオ観覧者も異例の人数となった。

### ガンダム00への出演
2007年10月放送の『機動戦士ガンダム00』（以下『00』）にナレーションとして出演。テレビシリーズのガンダムにアムロ役以外で参加したのは初である。古谷はガンダムシリーズではアムロ以外の役は演らないという固い信念があり ずっと断り続けてきたが、2006年にアメリカで行われたアニメのイベントで古谷が『鋼の錬金術師』ファンだった縁で対話した監督・水島精二に「ナレーションならどうですか?」と交渉された。「ナレーションはキャラクターではない」ことと、池田秀一が『機動戦士ガンダムSEED DESTINY』でギルバート・デュランダル役で出演したことも出演の背景にあった。自身は「やるからにはファーストを越える」と語った（2007年のキャラホビ2007での古谷の発言にて）。
とは言え、『00』では結果として“蒼月昇”という名前の新人声優という触れ込みで別名義を用い、リボンズ・アルマーク役としてキャラクターを演じている。本放送中、古谷と蒼月は別人という扱いが徹底され、雑誌のインタビューなどで蒼月として顔を出す際も（サングラスを着用しただけの簡易なものではあるが）変装した上で登場していた。その後、放映終了後に行われたイベントにおいて、蒼月の正体が古谷であることが正式に公表された。同時にリボンズ役を別名義で演じていた理由について、「古谷徹の名が出ると、たとえ一言でも何か特別な役だと深読みされてしまうから」と言う水島監督の意向によると明かされている。この「蒼月昇」という名は、前述のオンラインゲーム『ガンダムネットワークオペレーション』で、古谷が隊長をしていた部隊名が「蒼月隊」だったことに由来する。この部隊名は、薄紫で甘い香りのする「ブルームーン」という古谷が最も好む薔薇にちなんで名づけられている。
劇場版『00』では別キャラクターであるE・A・レイ役でも出演しているが、こちらでは既に正体を明かしていた後の公開でもあり、古谷徹の名義で出演している。一方で、その後の作品でリボンズ（またはSDのリボーンズガンダム）を演じる際は引き続き「蒼月昇」名義を用いている。また『00』関連以外の作品では、2014年に公開されたアニメ映画劇場版『世界一初恋 横澤隆史の場合』出演時に初めて「蒼月昇」名義を用いている。
「蒼月昇」名義のTwitterアカウントが存在する。Twitterを始めた理由は「『世界一初恋』の感想を知りたかったから」とのこと。また、蒼月として始めたTwitterより少し遅れて古谷としてもTwitterを始めており、「蒼月昇くんがTwitterにはまってて、あまりに面白そうだったから始めることにしました」とコメントしている。どちらのアカウントでも、互いのことをツイートしたりする際、それぞれ別人としてツイートしている（蒼月側では古谷先輩、古谷側では蒼月くんと呼んでいる）ことが多い。

## 後任
不倫報道に伴い、一部の役を降板している。持ち役を引き継いだ人物は以下の通り。
| 後任       | 役名       | 作品                           | 後任の初担当作品                |
| ---------- | ---------- | ------------------------------ | ------------------------------- |
| 子安武人   | モア       | 『メタファー：リファンタジオ』 | 製品版                          |
| 入野自由   | サボ       | 『ONE PIECE』                  | 第1116話（2024年8月18日放送回） |
| 鈴木崚汰   | ヤムチャ   | 「ドラゴンボールシリーズ」     | 『ドラゴンボールDAIMA』         |
| 草尾毅     | 安室透     | 『名探偵コナン』               | 第1150話（2025年1月18日放送回） |
| 三ツ矢雄二 | ポエムさん | 『それいけ!アンパンマン』      | 第1700回（2025年7月25日放送回） |

## 出演
太字はメインキャラクター。

### テレビアニメ
1966年
- 海賊王子（キッド）

1968年
- 巨人の星（1968年 - 1979年、星飛雄馬、星一徹〈少年時代〉） - 3シリーズ

1969年
- 巨人の星対鉄腕アトム（星飛雄馬）

1970年
- アタックNo.1（ジョニー）

1974年
- 侍ジャイアンツ（大砲千作）
- 柔道讃歌
- ど根性ガエル

1975年
- アンデス少年ペペロの冒険（パルン）
- 鋼鉄ジーグ（1975年 - 1976年、司馬宙）

1976年
- グロイザーX（1976年 - 1977年、海阪譲、ナレーション）
- ゴワッパー5 ゴーダム（森夫・キング）
- タイムボカン（ムーン王子）
- 母をたずねて三千里（マヌエル）

1977年
- あらいぐまラスカル（トム・サーマン）
- 家なき子（ボブ）
- 一発貫太くん（アキラ、泰久）
- おれは鉄兵（義行）
- 超人戦隊バラタック（加藤ジュン）
- とびだせ!マシーン飛竜（風間力〈2代目〉）
- 氷河戦士ガイスラッガー（シキ・ケン）
- ポールのミラクル大作戦（カール）
- まんが日本絵巻（中川寒之助）
- ヤッターマン（1977年 - 1978年、シモン王子、王子、アニー）
- UFOロボ グレンダイザー（ケイン）

1978年
- 一球さん（司幸司）
- 魔女っ子チックル（明）
- 銀河鉄道999（1979年 - 1981年、ゼーダ、息子、少年、マサイ）
- 野球狂の詩（1978年 - 1979年、山井）

1979年
- アニメーション紀行 マルコ・ポーロの冒険（シグナン）
- 宇宙空母ブルーノア（1979年 - 1980年、日下真）
- 宇宙戦艦ヤマト 新たなる旅立ち（徳川太助）
- 機動戦士ガンダム（1979年 - 1980年、アムロ・レイ）
- サイボーグ009（オスカー、少年A）
- ゼンダマン（1979年 - 1980年、ジミー、長助）
- 闘士ゴーディアン（オカモト竜馬）
- 日本名作童話シリーズ 赤い鳥のこころ（嘉吉）
- 花の子ルンルン（クロード）

1980年
- 宇宙戦艦ヤマトIII（1980年 - 1981年、徳川太助）
- がんばれ元気（火山尊）
- 銀河鉄道999（旅館の息子）
- マリンスノーの伝説（海野広）
- ムーの白鯨（ポポロ）
- 名犬ジョリィ（ジャン）
- メーテルリンクの青い鳥 チルチルミチルの冒険旅行（チルチル）

1981年
- あしたのジョー2
- 新竹取物語 1000年女王（夜森大介）
- 家族ロビンソン漂流記 ふしぎな島のフローネ（フランツ・ロビンソン）
- ぼくらマンガ家 トキワ荘物語（長谷）
- 銀河鉄道999（マサイ）

1982年
- アンドロメダ・ストーリーズ（ジムサ）
- おちゃめ神物語コロコロポロン（ナルキソス、キクノス、グラウコス）
- 科学救助隊テクノボイジャー（ジャン）
- ダッシュ勝平（沖田）
- パタリロ!（1982年 - 1983年、ロビー 他）
- 魔法のプリンセス ミンキーモモ（ジョン、アロン）
- わが青春のアルカディア 無限軌道SSX（1982年 - 1983年、フェーダー・ゾーン）

1983年
- 亜空大作戦スラングル（ジェット）
- あさりちゃん（従者）
- ストップ!! ひばりくん!（1983年 - 1984年、坂本耕作）
- ナイン各作品（新見克也）
- ななこSOS（飯田橋博士 / ひろし）
- 特装機兵ドルバック（1983年 - 1984年、無限真人）
- プラレス3四郎（1983年 - 1984年、成田）
- まんが日本史（源義経、天草四郎）

1984年
- 宗谷物語（黒田）
- ビデオ戦士レザリオン（1984年 - 1985年、香取敬）
- ふたり鷹（1984年 - 1985年、沢渡鷹）
- 牧場の少女カトリ（マルティ）
- 魔法の天使クリィミーマミ（貴宏）
- 魔法の妖精ペルシャ（若い頃の室井剛健）

1985年
- うる星やつら（としちゃん、真吾）
- 機動戦士Ζガンダム（アムロ・レイ）
- ゲゲゲの鬼太郎（第3作）（1985年 - 1986年、吉永、アキラ、さら小僧）
- 小公女セーラ（ジム）
- Dr.スランプ アラレちゃん（西条）
- はーいステップジュン（立花礼之進）
- よろしくメカドック（村木健五）

1986年
- 機動戦士ガンダムΖΖ（アムロ・レイ）
- 聖闘士星矢（1986年 - 1989年、星矢）
- 剛Q超児イッキマン（孫天空）
- 生徒諸君!心に緑のネッカチーフを（岩崎祝）
- ドラゴンボール（1986年 - 1989年、ヤムチャ）
- ハイスクール!奇面組（1986年 - 1987年、春曲鈍）

1987年
- エスパー魔美（無木力）
- きまぐれオレンジ☆ロード（1987年 - 1988年、春日恭介）
- 新メイプルタウン物語（エリオット）
- セントエルモ光の来訪者（有紀一星）

1988年
- F-エフ（岸田ひでお）
- ついでにとんちんかん（とん吉）

1989年
- がきデカ（西城ヨシオ）
- ドラゴンクエスト（1989年 - 1991年、アベル）
- ドラゴンボールZ（1989年 - 1996年、ヤムチャ、栽培マン）

1990年
- キャッ党忍伝てやんでえ（ポチ・ピューマ）
- それいけ!アンパンマン（1990年 - 2023年、チョコレートマン〈初代〉、ポエムさん）

1991年
- 21エモン（ワントナック公爵）

1992年
- クッキングパパ（根子田敏夫）
- 美少女戦士セーラームーン（1992年 - 1997年、地場衛 / タキシード仮面 / プリンス・エンディミオン） - 5シリーズ

1993年
- GS美神（金成木英理人）

1994年
- ママレード・ボーイ（名村慎一）

1997年
- ゲゲゲの鬼太郎（第4作）（土ころび）
- ドラゴンボールGT（パック） - テレビシリーズ+特別編

1998年
- ドクタースランプ（1998年 - 1999年、スッパマン）
- Bビーダマン爆外伝（ベレーボン〈ターザンボン〉）

1999年
- アレクサンダー戦記（フィリッポス）
- 神風怪盗ジャンヌ（三枝、東大寺昴）
- THE ビッグオー（ボニー・フレイザー）
- GTO（勅使川原優、白井木馬）
- 週刊ストーリーランド（田中一郎）
- Bビーダマン爆外伝V（ターザンボン）
- 名探偵コナン（1999年 - 2024年、秋本広志、安室透〈降谷零〉 / バーボン〈初代〉）

2000年
- The AURORA 海のオーロラ（息吹ヒロシ）
- タイムボカン2000 怪盗きらめきマン（ジコケンオー）
- ONE PIECE（2000年 - 2024年、ダディ・マスターソン、サボ〈初代〉）

2003年
- カスミン（ロドリゲス）
- 京極夏彦 巷説百物語（吉兵衛）
- 探偵学園Q（篠田等）
- 無限戦記ポトリス（マチェット）

2005年
- UG☆アルティメットガール（UFOマン）
- 闘牌伝説アカギ 〜闇に舞い降りた天才〜（ナレーション）
- ブラック・ジャック（大江戸ダイゴ）

2006年
- エンジェル・ハート（夏目芳樹）

2007年
- 機動戦士ガンダム00（2007年 - 2009年、ナレーション、リボンズ・アルマーク）
- 金田一少年の事件簿SP（霧生鋭治）

2008年
- キャシャーン Sins（キャシャーン）
- ケロロ軍曹（シリアス調なナレーター）
- ポルフィの長い旅（ジャック）
- 魍魎の匣（謎の男 / 久保竣公）
- ワールド・デストラクション 〜世界撲滅の六人〜（トッピー・トプラン）

2009年
- 空中ブランコ（津田英雄）
- ドラゴンボール改（2009年 - 2015年、ヤムチャ） - 2シリーズ

2010年
- 犬夜叉 完結編（四魂の玉）
- 戦国BASARA弐（小山田信茂）
- BLEACH（朱蓮）
- RAINBOW-二舎六房の七人-（田中）

2011年
- UN-GO（島田爾朗）
- 銀魂'（エリザベス〈江蓮〉）
- SKET DANCE（檜原円太）
- ポケットモンスター ベストウイッシュ（アーティ）

2012年
- 聖闘士星矢Ω（2012年 - 2014年、星矢）

2014年
- ガンダムさん（ナレーション）

2015年
- 純情ロマンチカ3（桐嶋禅）
- ドラゴンボール超（2015年 - 2017年、ヤムチャ）
- ONE PIECE エピソードオブサボ 〜3兄弟の絆 奇跡の再会と受け継がれる意志〜（サボ）

2016年
- 機動戦士ガンダムUC RE:0096

2017年
- ポケットモンスター サン&ムーン（オルオル）

2018年
- バキ（2018年 - 2020年、ナレーション） - 2シリーズ

2019年
- ゲゲゲの鬼太郎（第6作）（2019年 - 2020年、鬼童・伊吹丸）

2020年
- D4DJ（2020年 - 2023年、小舟柳人） - 2シリーズ

2021年
- テスラノート（Mr.D）
- 名探偵コナン 警察学校編 Wild Police Story（2021年 - 2023年、降谷零）

2022年
- 名探偵コナン ゼロの日常（安室透）
- BIRDIE WING -Golf Girls' Story-（2022年 - 2023年、亜室麗矢） - 2シリーズ
- 名探偵コナン 犯人の犯沢さん（安室透）

2023年
- クレヨンしんちゃん（トオルさん）

2024年
- 異世界でもふもふなでなでするためにがんばってます。（デールラント・オスフェ）
- HIGHSPEED Étoile（ナレーション）

2025年
- 機動戦士Gundam GQuuuuuuX

### 劇場アニメ
1969年
- 巨人の星（星飛雄馬）
- 巨人の星 行け行け飛雄馬（星飛雄馬）

1970年
- アタックNo.1 涙の世界選手権（ジョニー）
- 巨人の星 大リーグボール（星飛雄馬）
- 巨人の星 宿命の対決（星飛雄馬）

1977年
- 新巨人の星（星飛雄馬）
- 世界名作童話 白鳥の王子（6人の王子たち）
- 草原の子テングリ（村人）

1978年
- 新巨人の星（星飛雄馬）

1979年
- 北極のムーシカ・ミーシカ（ユーリーの兄）

1980年
- 地球へ…（トォニィ）
- ヤマトよ永遠に（徳川太助）

1981年
- 機動戦士ガンダム（アムロ）
- 機動戦士ガンダムII 哀・戦士編（アムロ）
- シリウスの伝説（シリウス）
- 夏への扉（ジャック）

1982年
- 機動戦士ガンダムIII めぐりあい宇宙編（アムロ）
- 巨人の星（星飛雄馬）
- 1000年女王（夜森大介）
- 浮浪雲（一文字兵庫）

1983年
- 宇宙戦艦ヤマト 完結編（徳川太助）
- 幻魔大戦（東丈）
- ナイン（新見克也）

1984年
- パパママバイバイ（お兄ちゃん）

1985年
- オーディーン 光子帆船スターライト（石毛二郎）

1986年
- ウインダリア（イズー）
- 11ぴきのねことあほうどり（トラネコ大将）
- スーパーマリオブラザーズ ピーチ姫救出大作戦!（マリオ）
- ドラゴンボール 神龍の伝説（ヤムチャ）
- ハイスクール!奇面組（春曲鈍）

1987年
- 聖闘士星矢 邪神エリス（星矢）
- ドラゴンボール 魔神城のねむり姫（ヤムチャ）

1988年
- 機動戦士ガンダム 逆襲のシャア（アムロ・レイ）
- きまぐれオレンジ☆ロード あの日にかえりたい（春日恭介）
- 聖闘士星矢 神々の熱き戦い（星矢）
- 聖闘士星矢 真紅の少年伝説（星矢）
- ドラゴンボール 摩訶不思議大冒険（ヤムチャ）

1989年
- ウルトラマンUSA（スコット・マスターソン / ウルトラマンスコット）
- SD戦国伝 暴終空城の章（武者頑駄無）
- きまぐれオレンジ☆ロード もぎたてスペシャル（春日恭介）
- 聖闘士星矢 最終聖戦の戦士たち（星矢）

1990年
- キムの十字架（ジェハ）
- 剣之介さま（忍丸）
- ドラゴンボールZ 地球まるごと超決戦（ヤムチャ）

1991年
- それいけ!アンパンマン ドキンちゃんのドキドキカレンダー（チョコレートマン）

1993年
- SDガンダム外伝 聖機兵物語（アムロ）
- Dr.スランプ アラレちゃん んちゃ!ペンギン村はハレのち晴れ（スッパマン）
- Dr.スランプ アラレちゃん んちゃ!ペンギン村より愛をこめて（スッパマン）
- ドラゴンボールZ 銀河ギリギリ!!ぶっちぎりの凄い奴（ヤムチャ）
- 劇場版 美少女戦士セーラームーンR（地場衛）
- メイクアップ!セーラー戦士（タキシード仮面）

1994年
- Dr.スランプ アラレちゃん ほよよ!!助けたサメに連れられて…（スッパマン）
- Dr.スランプ アラレちゃん んちゃ!!わくわくハートの夏休み（スッパマン）
- 劇場版 美少女戦士セーラームーンS（地場衛）

1995年
- スペシャルプレゼント 亜美ちゃんの初恋 美少女戦士セーラームーンSuperS 外伝（地場衛）
- 美少女戦士セーラームーンSuperS セーラー9戦士集結!ブラック・ドリーム・ホールの奇跡（地場衛）

1996年
- 新きまぐれオレンジ☆ロード capricious orange road そして、あの夏のはじまり（春日恭介）
- ゲゲゲの鬼太郎 大海獣（アカマタ）
- ドラゴンボール 最強への道（ヤムチャ）
- ルパン三世 DEAD OR ALIVE（パニシュ）

1997年
- 天才えりちゃん金魚を食べた（日高さん）

1998年
- 劇場版ポケットモンスター ミュウツーの逆襲（ソラオ）

2000年
- 機動戦士ガンダム 特別版（アムロ・レイ）
- 機動戦士ガンダムII 哀・戦士編 特別版（アムロ・レイ）
- 機動戦士ガンダムIII めぐりあい宇宙編 特別版（アムロ・レイ）

2001年
- ガンダム新体験 グリーンダイバーズ（カラバ兵士）

2004年
- 聖闘士星矢 天界編 序奏〜overture〜（ペガサス星矢）

2005年
- 機動戦士Ζガンダム A New Translation -星を継ぐ者-（アムロ・レイ）
- 機動戦士ΖガンダムII A New Translation -恋人たち-（アムロ・レイ）

2006年
- 機動戦士ΖガンダムIII A New Translation -星の鼓動は愛-（アムロ・レイ）
- 超劇場版ケロロ軍曹（漫画家）
- パプリカ（時田浩作）
- 名探偵コナン 探偵たちの鎮魂歌（伊東末彦）

2009年
- 宇宙戦艦ヤマト 復活篇（徳川太助）

2010年
- 劇場版 機動戦士ガンダム00 -A wakening of the Trailblazer-（E・A・レイ）
- 劇場版BLEACH 地獄篇（朱蓮）

2013年
- ドラゴンボールZ 神と神（ヤムチャ）

2014年
- 劇場版 世界一初恋 横澤隆史の場合（桐嶋禅）
- 楽園追放 -Expelled from Paradise-（アロンゾ パーシー）

2016年
- 名探偵コナン 純黒の悪夢（安室透 / バーボン）
- ONE PIECE FILM GOLD（サボ）

2017年
- 交響詩篇エウレカセブン ハイエボリューション（アドロック）

2018年
- 名探偵コナン ゼロの執行人（安室透）

2019年
- あした世界が終わるとしても（ナレーション）
- ONE PIECE STAMPEDE（サボ）

2021年
- サンタ・カンパニー 〜真夏のメリークリスマス〜（エジソン）
- 機動戦士ガンダム 閃光のハサウェイ（アムロ・レイ）
- ジャーニー 太古アラビア半島での奇跡と戦いの物語（アウス）

2022年
- 名探偵コナン ハロウィンの花嫁（安室透〈降谷零〉）
- 機動戦士ガンダム ククルス・ドアンの島（アムロ・レイ）

2023年
- 名探偵コナン 黒鉄の魚影（安室透〈降谷零〉 / バーボン）

2024年
- 範馬刃牙VSケンガンアシュラ（ナレーション）

### OVA
1985年
- バビ・ストック I 果てしなき標的（バビ・ストック）

1986年
- 県立地球防衛軍（盛田弘章）
- 超時空ロマネスク SAMY MISSING・99（ビット）
- バビ・ストック II ザ・リベンジ・オブ アイズマン 愛の鼓動の彼方に（バビ・ストック）

1987年
- 花のあすか組!（ヤスヒロ）

1988年
- 1ポンドの福音（畑中耕作）
- 機動戦士SDガンダム（アムロ）

1989年
- アマダアニメシリーズ スーパーマリオブラザーズ（マリオ）
- うる星やつら 電気仕掛けの御庭番（御庭番真吾）
- 機動戦士SDガンダム Mk-II（アムロ・レイ / 剣士アムロ）
- きまぐれオレンジ☆ロード（1989年 - 1990年、春日恭介） - 2シリーズ6作品
- 銀河英雄伝説（アンドリュー・フォーク）

1990年
- 宇宙皇子（宇宙皇子）
- 機動戦士 SDガンダム外伝（騎士アムロ）
- 機動戦士SDガンダム MARK-III（アムロ、武者頑駄無）
- 機動戦士SDガンダム MARK-IV（νガンダム、武者頑駄無〈VHS〉）
- 機動戦士SDガンダム MARK-V（ジム、武者頑駄無）

1991年
- きまぐれオレンジ☆ロード 第3期（春日恭介） - 2作品
- 究極超人あ〜る（曲垣剛）
- 恐怖新聞（鬼形礼）
- カンビュセスの籤（サルク）
- スーパーマリオワールド マリオとヨッシーの冒険ランド（マリオ）

1992年
- 超時空要塞マクロスII -LOVERS AGAIN-（フェフ）

1995年
- ブラック・ジャック（レスリー・ハリスン）

1996年
- お嬢様捜査網（野村刑事）

2001年
- GUNDAM EVOLVE（2001年 - 2007年、アムロ・レイ、ホワイト・ユニコーン） - 4作品

2002年
- アーケードゲーマーふぶき（謎の人）
- 聖闘士星矢 冥王ハーデス十二宮編（ペガサス星矢）

2003年
- べーしっ君（目森べーしっ）

2008年
- ドラゴンボール オッス!帰ってきた孫悟空と仲間たち!!（ヤムチャ）

2014年
- 機動戦士ガンダムUC

2015年
- 機動戦士ガンダム THE ORIGIN（2015年 - 2018年、アムロ・レイ） - 2019年に再編集作品『THE ORIGIN 前夜 赤い彗星』テレビ放送

2019年
- 銀河英雄伝説 Die Neue These 星乱（フレーゲル）

### Webアニメ
- 亡念のザムド（2008年、ヒルケン皇帝 / 影童子[170]）
- ガンダムビルドファイターズ バトローグ（2017年、アムロ・レイ、リボンズ・アルマーク[注 8]）
- 範馬刃牙（2021年 - 2023年、ナレーション[171]） - 2シリーズ[一覧 7]
- スーパードラゴンボールヒーローズ プロモーションアニメ（2022年 - 2023年、ヤムチャ）

### ゲーム
1991年
- サークII（オープニングナレーション） - FM TOWNS版

1992年
- ネクスザール（ランディ・スコット）
- ライジング・サン（源義経）

1994年
- ドラゴンボールZ 偉大なる孫悟空伝説（ヤムチャ）
- 美少女戦士セーラームーンシリーズ（1994年 - 2001年、地場衛 / タキシード仮面） - 10作品
- FRAY CD 〜サーク外伝〜（ミル・グラード、ルトク・ハート）
- モンスターメーカー 闇の竜騎士（シャット）

1995年
- 機動戦士ガンダム（アムロ・レイ）
- 同級生（相原健二） - PCエンジン版

1996年
- オーバードライビンDX（車解説ナレーション）
- 機動戦士ガンダム ver.2.0（アムロ・レイ）
- スーパーロボット大戦シリーズ（1996年 - 2021年、アムロ・レイ） - 25作品
- BSスーパーマリオUSAパワーチャレンジ（マリオ）
- 美少女戦士セーラームーンSuperS 真・主役争奪戦（タキシード仮面 / 地場衛）

1997年
- エキサイトバイク ぶんぶんマリオバトル（マリオ）
- 機動戦士Ζガンダム（アムロ・レイ）
- サイバーボッツ（ジン・サオトメ） - SS・PS版

1998年
- 機動戦士ガンダム ギレンの野望（アムロ・レイ） - SS版
- SDガンダム GGENERATION（1998年 - 2025年、アムロ・レイ、リボンズ・アルマーク、騎士アムロ） - 15作品
- 機動戦士ガンダム 逆襲のシャア（アムロ・レイ）
- BS スーパーマリオコレクション（マリオ）
- セガラリー2（ナレーション）
- 98甲子園（実況）

2000年
- クロスファイア（アッシュ）
- 機動戦士ガンダム（アムロ・レイ）
- サンライズ英雄譚R（アムロ・レイ）
- 免許をとろう（天野勇一）

2001年
- 機動戦士ガンダム 連邦vs.ジオン（アムロ・レイ）
- 決戦II（劉玄徳）
- 免許をとろうDX 2001年度版（天野勇一）
- リアルロボットレジメント（アムロ・レイ）

2002年
- 甲子園 紺碧の空（実況）

2003年
- 機動戦士Ζガンダム エゥーゴvs.ティターンズ（アムロ・レイ）
- 機動戦士ガンダム めぐりあい宇宙（アムロ・レイ）
- SUNRISE WORLD WAR Fromサンライズ英雄譚（アムロ）
- 白詰草話 -EPISODE OF THE CLOVER-（スパッド）
- 第2次スーパーロボット大戦α（司馬宙 / 鋼鉄ジーグ、アムロ・レイ）
- ドラゴンボールZ（ヤムチャ、栽培マン）

2004年
- 宇宙戦艦ヤマト イスカンダルへの追憶（徳川太助）
- 機動戦士ガンダム ガンダムvs.Ζガンダム（アムロ・レイ）
- ドラゴンボールZ2（ヤムチャ）

2005年
- Another Century's Episode（アムロ・レイ）
- 宇宙戦艦ヤマト 暗黒星団帝国の逆襲（徳川太助）
- 宇宙戦艦ヤマト 二重銀河の崩壊（徳川太助）
- 機動戦士ガンダム 一年戦争（アムロ・レイ）
- 機動劇団はろ一座（2005年 - 2007年、アムロ・レイ） - 3作品
- 超ドラゴンボールZ（ヤムチャ）
- 聖闘士星矢 聖域十二宮編（ペガサス星矢）
- ドラゴンボールZ Sparking!（ヤムチャ）
- ドラゴンボールZ3（ヤムチャ）
- ドラゴンボールZ 舞空烈戦（ヤムチャ）
- ヘビーメタルサンダー（秋葉原デンキ）

2006年
- Another Century's Episode 2（アムロ・レイ）
- 機動戦士ガンダム クライマックスU.C.（アムロ・レイ）
- 機動戦士ガンダム スピリッツオブジオン（アムロ・レイ）
- スキージャンプ・ペア-リローデッド-（実況）
- ドラゴンボールZ Sparking! NEO（ヤムチャ）
- NINETY-NINE NIGHTS（ディングバット）

2007年
- THE サバイバルゲーム2（ナレーション）
- Another Century's Episode 3 THE FINAL（アムロ・レイ）
- ガンダム無双（アムロ・レイ）
- 機動戦士ガンダム MS戦線0079（アムロ・レイ）
- ドラゴンシャドウスペル（スイヒ）
- ドラゴンボールZ Sparking! METEOR（ヤムチャ）
- ドラゴンボールZ 遥かなる悟空伝説（ヤムチャ）
- MAPLUS ポータブルナビ2（ナビゲーション音声） - ダウンロードコンテンツ
- みんなのGOLF 5（コナン）

2008年
- ガンダム無双2（アムロ・レイ）
- 機動戦士ガンダム ガンダムVS.ガンダム（アムロ・レイ）
- ドラゴンボールZ インフィニットワールド（ヤムチャ）
- ドラゴンボールZ バーストリミット（ヤムチャ）
- ドラゴンボールDS（ヤムチャ）
- WORLD DESTRUCTION 導かれし意思（トッピー・トプラン）

2009年
- 機動戦士ガンダム ガンダムVS.ガンダムNEXT PLUS（アムロ・レイ、リボンズ・アルマーク）
- クレヨンしんちゃん 嵐を呼ぶ ねんどろろ〜ん大変身!
- ドラゴンボール改 サイヤ人来襲（ヤムチャ）
- ドラゴンボール 天下一大冒険（ヤムチャ）
- ドラゴンボール レイジングブラスト（ヤムチャ）

2010年
- Another Century's Episode:R（アムロ・レイ）
- ガンダム無双3（アムロ・レイ、リボンズ・アルマーク）
- 機動戦士ガンダム エクストリームバーサス（2010年 - 2016年、アムロ・レイ、リボンズ・アルマーク） - 5作品
- ドラゴンボール タッグバーサス（ヤムチャ）
- ドラゴンボールヒーローズ（2010年 - 2019年、ヤムチャ） - 6作品
- ドラゴンボールDS2 突撃!レッドリボン軍（ヤムチャ）
- ドラゴンボール レイジングブラスト2（ヤムチャ）

2011年
- Another Century's Episode Portable（アムロ・レイ、リボンズ・アルマーク）
- 第2次スーパーロボット大戦Z（2011年 - 2012年、アムロ・レイ、リボンズ・アルマーク） - 2作品
- ドラゴンボール アルティメットブラスト（ヤムチャ）
- ドラゴンボール改 アルティメット武闘伝（ヤムチャ）

2012年
- ガールズRPG シンデレライフ（タキシード仮面）
- 機動戦士ガンダム 木馬の軌跡（アムロ・レイ）
- 機動戦士ガンダム オンライン（アムロ）
- 聖闘士星矢Ω アルティメットコスモ（星矢）

2013年
- 真・ガンダム無双（アムロ・レイ、リボンズ・アルマーク）
- HEROES' VS（リボーンズガンダム）

2014年
- 神話帝国ソウルサークル
- スーパーヒーロージェネレーション（νガンダム、リボーンズガンダム / リボーンズキャノン）
- ONE PIECE 超グランドバトル! X（サボ / ルーシー）
- ONE PIECE ワンピースキングス（サボ / ルーシー）

2015年
- ドラゴンボールZ 超究極武闘伝（ヤムチャ）
- ドラゴンボール ゼノバース（ヤムチャ）
- ロストヒーローズ（νガンダム） - 2作品
- ワンピース 海賊無双シリーズ（2015年 - 2020年、サボ） - 2作品

2016年
- ドラゴンボール ゼノバース2（ヤムチャ）
- ドラゴンボールフュージョンズ（ヤムチャ）
- ONE PIECE トレジャークルーズ（サボ）

2017年
- ガンダムバーサス（アムロ・レイ）
- ゼノブレイド2（グレン）

2018年
- ドラゴンボール ファイターズ（ヤムチャ）
- 名探偵ピカチュウ（ミュウツー）
- グランブルーファンタジー（安室透）
- ぷよぷよ!!クエスト（安室透）
- 機動戦士ガンダム エクストリームバーサス2（2018年 - 2025年、アムロ・レイ、リボンズ・アルマーク） - 4作品

2019年
- JUMP FORCE（サボ）
- スーパーロボット大戦T（アムロ・レイ、Mr.ゾーン）
- 妖怪ウォッチ ぷにぷに（安室透）
- スーパーロボット大戦DD（2019年 - 2024年、鋼鉄ジーグ、アムロ・レイ）
- DAEMON X MACHINA（ディアブロ）

2020年
- ドラゴンボールZ カカロット（ヤムチャ）
- ファイアーエムブレム ヒーローズ（2020年 - 2023年、フロージ）
- プロ野球 ファミスタ 2020（パック）
- D4DJ Groovy Mix（小舟柳人）

2021年
- ロンドン迷宮譚（不破拓真）
- 機動戦士ガンダム U.C. ENGAGE（2021年 - 2025年、アムロ・レイ）

2022年
- 機動戦士ガンダム アーセナルベース（アムロ・レイ、リボンズ・アルマーク）
- モンスターストライク（2022年 - 2024年、安室透 / 降谷零 / バーボン〈初代〉、サボ、アムロ・レイ）
- SDガンダム バトルアライアンス（アムロ・レイ、リボンズ・アルマーク）
- パズル&ドラゴンズ（2022年 - 2023年、サボ、アムロ・レイ）

2023年
- ONE PIECE ODYSSEY（サボ）
- 帰ってきた 名探偵ピカチュウ（ミュウツー）

2024年
- 龍が如く8（ブライス・フェアチャイルド）
- ドラゴンボール Sparking! ZERO（ヤムチャ）

### 吹き替え

#### 担当俳優
マーク・マクルーア
- スーパーマンシリーズ（ジミー・オルセン）※テレビ朝日版
  - スーパーマン
  - スーパーマンII/冒険篇
  - スーパーマンIII/電子の要塞

ユン・ピョウ
- エンター・ザ・フェニックス（洪一）
- おじいちゃんはデブゴン
- 鬼脚（鬼脚七）
- 黒影 -ブラック・シャドウ-（燕 / リー）
- サイクロンZ（トン）
- 冒険活劇 上海エクスプレス
- 蜀山奇傅 天空の剣（童童）
- 少林七傑
- スパルタンX（デイビット）
- TAICHI/太極 ヒーロー（リー宗師）
- プロジェクトA（ジャガー）※WOWOW版
- プロジェクトBB（スティーブ・モク警部）
- ヤングマスター 師弟出馬（ジャガー）※新録版
- 霊幻道士2 キョンシーの息子たち!（ヤン）
- レッド・リベンジ -復讐の罠-
- プレヒストリックパーク（ナレーター）

#### 映画
- アフロ忍者（レジー・カーソン〈マーク・ヒックス〉）
- いたずら小馬（ハリー〈イアン・バートン〉[193]）
- いつか見た青い空（少年）※テレビ朝日版
- エリックの青春（ポール〈マーク・ハミル〉）
- おもいでの夏（オシー〈ジェリー・ハウザー〉）※テレビ朝日版
- カサブランカ（ヴィクトル・ラズロ〈ポール・ヘンリード〉）※N.E.M.版[194]
- 頑張れ! グムスン（ハン・ジュンテ〈キム・テウ〉）
- キッチン 〜3人のレシピ〜（英語版）（サンイン〈キム・テウ〉）
- グーニーズ（ブランドン・ウォルシュ〈ジョシュ・ブローリン〉[195]）※TBS版（BD収録）
- 荒野の決闘（ジェームズ・アープ）※テレビ朝日版（特別版DVD・BD収録）
- 新・少林寺三十六房（フォン・サイヨ〈シャオ・ホウ〉）
- ストーカー/狂気の罠（ウォルター〈ロブ・ロウ〉）
- 動物と子供たちの詩（サミー・シェッカー〈マイルズ・チャピン〉）
- ドラゴン・カンフー/龍虎八拳（シャオ・ロン〈ピーター・チャン〉）
- ドリームシップ エピソード1/2（スパック）
- ハーレー/憎しみの暴走（ハーレー〈ルー・ダイアモンド・フィリップス〉）
- パシフィック・リムシリーズ（ニュートン・ガイズラー博士〈チャーリー・デイ〉）
  - パシフィック・リム[196]
  - パシフィック・リム: アップライジング[197]
- ハンター（トミー〈レヴァー・バートン〉）※フジテレビ版
- ベスト・キッド2（ダニエル〈ラルフ・マッチオ〉）※DVD版
- 香港極道 野獣刑事（ロウ〈アンディ・ラウ〉）
- マッドマックス/サンダードーム（スレイク〈トム・ジェニングス〉）※フジテレビ版（BD収録）
- 真昼の衝動（ハービー〈ロバート・ウォーカー・Jr〉）※テレビ朝日版
- MIB メン・イン・バカ（捜査官ミラー〈J・ピーター・パーカー〉）
- メンフィス・ベル（ラスカル〈ショーン・アスティン〉）※VHS版
- ヤング・アインシュタイン（アルバート・アインシュタイン 〈ヤッホー・シリアス〉）
- リオ・ブラボー（コロラド〈リッキー・ネルソン〉）※1977年テレビ朝日版
- ローマに咲いた恋

#### ドラマ
- 三国志 Three Kingdoms（劉禅）
- 森林警備隊（マイク）
- 地上最強の美女バイオニック・ジェミー3 #12 「陰謀!キャンパス大泥棒」（スタッブス〈ゲイリー・バートン〉）
- ナイトシフト 真夜中の救命医（マイケル・ラゴーサ〈フレディ・ロドリゲス〉）
- ナイトライダー シーズン2 #14（ロン・プレスコット〈ウッティー・ブラウン〉）
- 弁護士ジャッド
  - 「灰色の少女」（ロナルド〈マイケル・ラリン〉）
- ファンタスティック・カップル（ビリー・パク〈キム・ソンミン（朝鮮語版）〉）
- フラグルロック
- BULL / ブル 法廷を操る男（ベンジャミン・コロン〈フレディ・ロドリゲス〉）
- レディプレジデント〜大物（パン・ミング）
- 私たち結婚できるかな?（ナム・ドヒョン〈キム・ソンミン〉）

#### アニメ
- 緊急指令レスキュー隊+4（キース）
- 少年シンドバッド（シンドバッド）
- スター・ウォーズ ドロイドの大冒険（ジョード・ダサット）※VHS版
- ルーニー・テューンズ（バッグス・バニー[140]）※大陸書房版
- マペット・ベイビーズ（スクーター[140]）※未公開パイロット版

### テレビドラマ
- 隠密剣士第七部 忍法根来衆 第3話「忍法果し状」 - 第6話「根来忍法不動縄」（1964年） - 倉井田源一郎
- ザ・ガードマン 第90話（1966年） - 身代金受け渡しの少年
- 特別機動捜査隊　
  - 第655話「ある特捜記者」（1974年） - 高沢正昭
  - 第670回「空飛ぶ円盤」（1974年） - 隼人
  - 第762話「若き17才哀歌」（1976年） - 田口
- 若い!先生 第19話「二人だけの秘密」（1974年） - 荘司隆
- 紀子・その愛（1976年）
- 痛快あばれはっちゃく 第63話・第76話（1984年）[198]
- ニコニコ日記（2003年） - 特撮ヒーロー・ガイセイバーZの声
- そこをなんとか（2012年） - 謎の弁護士の声
- アオイホノオ（2014年） - 新見克也の声
- 藤子・F・不二雄 SF短編ドラマ シーズン2「鉄人をひろったよ」（2024年）[199]

### 映画
- サムライの子（1963年）マー坊
- 大怪獣ガメラ（1965年）灯台付近の少年
- 地獄の野良犬（1966年）岡村滋
- 続・何処へ（1967年）三島吾郎
- 湯けむり110番 いるかの大将（1972年）安井仁三
- ラッコ物語（1987年）
- 猫ラーメン大将（2008年）大将の声

### 特撮
1966年
- ウルトラQ（守の友人・満）※第13話
- マグマ大使（野球帽の少年）

1978年
- UFO大戦争 戦え! レッドタイガー（レッドタイガーの声）

1988年
- 仮面ライダーBLACK（予告ナレーション）

2007年
- 轟轟戦隊ボウケンジャーVSスーパー戦隊（アカレッドの声）

2011年
- 海賊戦隊ゴーカイジャー（アカレッドの声）

2013年
- 非公認戦隊アキバレンジャー シーズン痛（プリズムAの声）

2016年
- 動物戦隊ジュウオウジャー スーパー動物大戦（アカレッドの声）

2022年
- ウルトラギャラクシーファイト 運命の衝突（ウルトラマンスコットの声）

2023年
- ウルトラマンレグロス ファーストミッション（ウルトラマンスコットの声）

### ナレーション
- カーグラフィックTV（テレビ朝日系列）
- 日本版サバイバー 1stシリーズ（2002年4月 - 6月・TBS系列）
- 競馬「凱旋門賞」（2006年10月2日、NHK総合・NHK BS1で放送）
- 堺日和（関西テレビ・関西ローカル）
- 世界の競馬「凱旋門賞」（2006年10月1日、NHK BS1で放送）
- トリビアの泉 〜素晴らしきムダ知識〜（機動戦士ガンダムのアムロ・レイとして、影のナレーターで出演。2006年7月12日・7月19日、フジテレビ系列で放送）
- 恋愛部活（日本テレビ系列）
- 魍魎の匣（2007年12月22日公開）予告編
- 着信御礼!ケータイ大喜利（NHK総合）
- クローズアップ現代+（火曜日）（NHK総合）
- ヒロイン誕生!ドラマチックな女たち（NHK総合 ドラマパート）
- なごや観光ルートバス メーグル 車内アナウンス

### ラジオ
- ENEOS (DIAMOND) SUPER STATION（FMヨコハマ）[19]
- 青春アドベンチャー『イカロスの誕生日』 （ナレーション）
- 天才!早耳ラジオ君[土曜]アニメ&コッミク倶楽部（CS-PCM・Z-SKY4）
- NISSAN あ、安部礼司〜BEYOND THE AVERAGE（安室礼司）
- ファンタジーワールド[木曜]ドラゴンアワー（TBSラジオ）
- 文化放送ホームランナイター（ジングル、ナレーション）
- ラジオ劇画傑作シリーズ『赤いペガサス』（ケン・アカバ）
- ラジオ劇画傑作シリーズ『少年の町ZF』（剣司）
- ネムコとポトトと白い子馬
- ラジオドラマ ドラゴンクエストII（オール）
- ラジオドラマ・メルティランサー（カンパチ先生）
- ワールド・デストラクション 〜世界放送委員会〜
- きらり10代!（あこがれ仕事百科のゲストとして/NHKラジオ第1：2009年1月18日）
- 神田朱未のわたしのすきなこと。（エフエム愛知：2011年8月28日）
- MUSIC SHOWER Plus+（RBCiラジオ：2022年3月28日）

### CDドラマ
- インフェリウス惑星戦史外伝 CONDITION GREEN（カスター・ベネット）
- 聖闘士星矢シリーズ（星矢）
  - 聖闘士星矢 -いかなる星の下に-
  - 集英社カセットコミックシリーズ 聖闘士星矢 黄金十二宮〈前編〉
  - 集英社カセットコミックシリーズ 聖闘士星矢 黄金十二宮〈後編〉
- 天馬の血族・外伝-天空をみたことがある-（神佑）
- 声優だぁ〜い好き「恋のプロフィール」
- 3時のおやつに毒薬を
- 機動戦士ガンダム00 CDドラマ・スペシャル アナザーストーリー MISSION-2306（ナレーション）
- CDドラマコレクションズ 三國志（劉備玄徳）
- CDドラマ『電車男』（ネット住民）
- 電撃CD文庫『卒業 〜Graduation〜』（武蔵三十郎）
- ナイトウィザードファンブック フライ・ミー・トゥー・ザ・ムーン ドラマCD「無常の月」（月代一臣）
- おうちでごはん-Voice of Mealtime-（遠藤優吾）
- 這いよれ! ニャル子さん ドラマCD（ナレーション）

### ミュージックビデオ
- 安室奈美恵『PAST < FUTURE』収録『Defend Love』PV（アムロ・レイ）

### イベント
- スタジアムDJ（2010年7月19日、京セラドーム大阪）オリックス・バファローズ対東北楽天ゴールデンイーグルスにおいて、1回から5回まで裏（オリックス攻撃時）のみ星飛雄馬の声で選手名アナウンス（星明子役の白石冬美とともに出演）。
- 美少女戦士セーラームーン 20周年トークイベント（2012年7月6日、ニコファーレ）

### バラエティ
- アニメぱらだいす!（第742話、第749話）
- うたばん（神谷明・野沢雅子と共にゲスト出演。TBS系列）
- クイズダービー（池田秀一、冨永みーなとペアで2度ギャンブラー席でのゲスト出演。TBS系列）
- パネルクイズ アタック25（1985年4月7日、放送10周年記念「10歳児と人気アニメ声優」特集で優勝、朝日放送テレビ）
- 踊る!さんま御殿!!（トークゲストとして出演。2001年10月23日、日本テレビ）
- 古谷徹のポトリス行きま〜す!（2003年8月15日 - 2003年11月7日、チャンネルBB、パーソナリティ）
- GUNDAM THE RIDE（アムロ・レイ）※富士急ハイランドにあったアトラクション
- ジャイケルマクソン（同じく声優である神谷明・小原乃梨子の2人と共にゲスト出演。2005年6月29日、毎日放送で放映。ネット局である中部日本放送・GAORA等でも放映）
- せやねん!（「仕事のクセが出ちゃうんです!」のコーナーに出演。毎日放送・関西ローカル）
- タモリのグッジョブ!胸張ってこの仕事（声優特集の回に「アムロ・レイと言えばこの人」で出演。2003年2月18日、毎日放送制作・TBS系列）
- 中川家ん!（「大人の学校」の特別講師として出演。2005年2月1日、毎日放送・関西ローカル）
- 笑いの金メダル 100回放送記念2時間SP（若井おさむが5週勝ち抜いた記念で出演。2006年10月1日、朝日放送制作・テレビ朝日系列で放映）
- 家庭用プラネタリウム「ホームスター」（セガトイズ）プロモーションビデオ（ナレーション）
- Wii.com（機動戦士ガンダム MS戦線0079を本人がプレイする動画があげられている）
- 日産自動車・プリメーラ（P12型）（CD-ROMカタログの解説ナレーションを担当。ただし前期型のCD-ROMカタログのみ）
- sakusaku（tvk他、2007年11月29日（tvkでの日付）にガンダムの一番くじが発売になることから宣伝のためにゲスト出演）
- ムツゴロウのどうぶつ大百科「やっぱり犬が好き」（ナレーター）
- 笑っていいとも!（2008年4月8日、フジテレビ）
- ファ見る! 2007年8月号の諜報員（アムロ・レイ、星飛雄馬の声）
- MAPLUS（アムロ・レイの声）
- テラコヤ!〜レッドクリフ2（2009年4月11日、ゲスト講師）
- 機動戦士ガンダム30周年記念 みんなのガンダム 完全版（2009年5月9日、アニマックス、本人出演）
- プレミアムスウィッチ（2010年1月31日、日本テレビ）
- 祝!BLEACH連載10周年記念!映画の裏側たっぷり見せちゃいますSP!（テレビ東京、森田成一と中井和哉とともにVTR出演）
- ディープピープル「ヒーロー声優」（NHK総合テレビ、2011年8月22日、野沢雅子・小山力也とともに出演）
- パワープッシュ（2012年1月、東映チャンネル）
- 第66回NHK紅白歌合戦（2015年12月31日、NHK総合）（『アニメ紅白』、アムロ・レイ、星飛雄馬の声）
- 劇場版「名探偵コナン ゼロの執行人」上戸彩&博多大吉のトリプルフェイスを暴く!!（2018年4月28日、日本テレビ）（安室透の声）
- 発表!全ガンダム大投票（2018年5月5日、NHK BSプレミアム）
- スッキリ（2018年5月23日、日本テレビ）
- ガンダム誕生秘話（2019年3月30日、NHK総合）
- ＃声優ぷらす ガンダムオリジン（2019年4月21日、NHK総合）

### CM
- アートネイチャー
  - マープナチュレ（ナレーション、池田秀一と共演）
  - マープソニック（ナレーション、田中真弓と共演）
- アスキー ミニ四駆シャイニングスコーピオン レッツ&ゴー!!（ナレーション）
- 江崎グリコ グリコアーモンドチョコ（田原俊彦、松田聖子出演）
- SNK アテナ（ナレーション）
- エステー科学 フィニッシュタブレット（ナレーション）
- NTT 『タウンページ』（星飛雄馬役）
- NTTドコモのラジオコマーシャル（アムロ・レイ役、池田秀一・小山茉美と共演）
- 角川書店 ガンダムエース（ナレーション）
- カルビー カラビー（辛沢シゲキ役）
- キリンビバレッジ キリンレモン（星飛雄馬役）
- キングレコード「ミラクルロピット 2100年の大冒険」
- KDDI/沖縄セルラー電話 『au』（いずれも星飛雄馬役[202]）
  - 「あたらしい自由。」篇（井川遥・伊勢谷友介・剛力彩芽と共演[注 9]）
  - 「スマホの悩み」篇（同上）
  - auひかり「つながる自由」篇（同上）
  - 「えらべる自由」篇（伊勢谷友介・剛力彩芽と共演）
  - auスマートバリュー「はじめる自由」篇（井川遥・伊勢谷友介と共演）
  - auスマートバリュー「家族もおトク」篇（剛力彩芽・加藤精三〈星一徹役・声〉と共演）
  - auスマートバリュー「入団記者会見」篇（剛力彩芽・井上真樹夫〈花形満役・声〉と共演）
  - auともコミ学割「はじめる自由」篇（剛力彩芽と共演）
  - auともコミ学割「星飛雄馬スマホを買う」篇（剛力彩芽・加藤精三〈星一徹役・声〉・白石冬美〈星明子役・声〉と共演）
  - au HOME SPOT CUBE「auのお店へ」篇（伊勢谷友介・白石冬美〈星明子役・声〉と共演）
  - auスマートパス「たのしむ自由」篇（井川遥・剛力彩芽と共演）
- ケンタッキーフライドチキン ケンタ祭（ナレーション）
- 花王 ピュア シャンプーリンス（ナレーション）
- 大塚食品 シャーベ（ナレーション）
- 資生堂 ラステア（ナレーション）
- 小学館 「少年サンデー」タキシード銀編（TVCM/草薙銀次）
- 新・ユーキャンの通信講座 OL1篇（客）※顔出し出演
- スクウェア「チョコボレーシング 〜幻界へのロード〜」
- セイコーマートの店内コマーシャル・ラジオCM（缶コーヒー）
- DSG ARENA石川県のパチンコ店（ナレーション）
- 富山テレビ放送 全力！BBTキャンペーン（ビーちゃん役）[203]
- 永谷園スーパーマリオブラザーズふりかけ（マリオ役）
- 日産自動車ホームページ（一部車種のプレゼンテーションのナレーション）
- 日清食品 出前一丁（出前小僧〔劇画調〕）
- 日清食品 日清のどん兵衛シリーズ「見える」篇（アムロ・レイ役）※アニマックス、BS11デジタルのみオンエア
  - 日清レンジSpa王・ミルクで作るクリームパスタシチュー風（牛乳型キャラクターの声）
- 日本マクドナルド「プレミアムローストコーヒー（S）」（アムロ・レイ風のセリフでナレーション）
- ハイパーセンターオサダ（店内放送用、星飛雄馬風のセリフでナレーション）
- バンダイ「SDガンダム ガシャポンウォーズ」（アムロ・レイ）※シャア役の池田秀一と共にCMソングを担当
  - 「ガンダムバトルロワイヤル」（アムロ・レイ）
  - 「機動戦士ガンダムVol.1 -サイド7-」（2001年）※顔出し出演
  - 「機動戦士ガンダム ガンダムvs.Ζガンダム」（2004年） 榊原良子、飛田展男、矢尾一樹と共に
  - 「機動戦士ガンダム 戦場の絆」（アムロ・レイ役）
  - 「機動戦士ガンダム MS戦線0079」（キャッチフレーズ、タイトル読み）
  - 「ハイパーロードランナー」
  - 「聖闘士聖衣大系」（1988年の春季の一部）
- バンダイ「甲竜伝説ヴィルガスト 消えた少女」（三池瞬）
- バンダイ「ルインアーム」
- PIA川口埼玉県のパチンコ店（ナレーション）
- 双葉社 「異世界でもふもふなでなするためにがんばってます。」（ナレーション[204]）
- 北陸電力（ナレーション）
- ほっかほっか亭 牛塩カルビと黒豚コロッケ弁当CM（ナレーション）
- ボラギノール（一部バージョンでナレーション）
- Yahoo! JAPAN WEBCM 3.11企画 いま、わたしができること[205]
- ACジャパン（ナレーション）[注 10]

### 朗読劇
- 朗読劇 READING WORLDユネスコ世界記憶遺産 舞鶴への生還『約束の果て』（2024年8月10日 - 11日、舞鶴市総合文化会館[206] 出演中止[207]）

### その他コンテンツ
- 星飛雄馬電卓（2012年、スマートフォン用アプリ）星飛雄馬 ※一部のAndroid搭載auスマートフォン（ISシリーズ）&auスマートパス会員専用アプリ[注 11]
- 声優・古谷徹の声で「日本国憲法」全文を聴こう（2018年、ニコニコ生放送）[208]
- JRAオリジナルムービー「騎乗戦士ガンダムJRA -BEYOND THE TURF-」[209]
- パチスロ『フィーバー機動戦士ガンダム 逆襲のシャア』（2019年、アムロ・レイ）
- coemo「声優による読み聞かせシリーズ」（2022年[210]）

## ディスコグラフィ

### シングル
|                   | 発売日            | タイトル                | 規格品番          | オリコン 最高位   |
| ビクター レーベル | ビクター レーベル | ビクター レーベル       | ビクター レーベル | ビクター レーベル |
| ----------------- | ----------------- | ----------------------- | ----------------- | ----------------- |
| 1st               | 1982年?月?日      | 冬のSunshine Beach/感傷 | K-208             | -位               |
| アポロン レーベル |                   |                         |                   |                   |
| 2nd               | 1991年2月5日      | 未来をめざして          | APDA-38           | -位               |

### アルバム

#### ミニアルバム
|                        | 発売日             | タイトル                 | 規格品番           | オリコン 最高位    |                    |
| avex mode レーベル     | avex mode レーベル | avex mode レーベル       | avex mode レーベル | avex mode レーベル | avex mode レーベル |
| ---------------------- | ------------------ | ------------------------ | ------------------ | ------------------ | ------------------ |
| 1st                    | 2008年3月26日      | HEROS 〜to my treasure〜 | AVCA-26693         | –                  |                    |
| avex pictures レーベル |                    |                          |                    |                    |                    |
| 2nd                    | 2016年9月23日      | THANKS♪ -感謝-           | EYC1-11101         | –                  |                    |

### 歌手参加楽曲
| 発売日         | 商品名                                                                                                   | 歌                                   | 楽曲                                                                       | 備考                                                                  |
| -------------- | --- | ------------------------------------ | -------------------------------------------------------------------------- | --------------------------------------------------------------------- |
| 1980年9月25日  | メーテルリンクの青い鳥 チルチルミチルの冒険旅行 テーマ音楽集2                                            | 古谷徹、小山茉美、矢萩知佳、矢萩佐優 | 「生まれる前の子供たち」                                                   | テレビアニメ『メーテルリンクの青い鳥 チルチルミチルの冒険旅行』関連曲 |
| 1986年11月21日 | 声優グラフィティー                                                                                       | 古谷徹                               | 「明日への願い」                                                           |                                                                       |
| 1990年11月25日 | 声優グラフィティー Vol.2                                                                                 | 古谷徹                               | 「SUNRISE AGAIN」                                                          |                                                                       |
| 1991年11月18日 | KYUKYOKUCHOJIN "R" BOX                                                                                   | 古谷徹他                             | 「はっぴい・ぱらだいすの逆襲」                                             |                                                                       |
| 1996年1月25日  | CDドラマコレクションズ 三國志DX6 ○超三國志満漢全席 放浪戦隊ブラザーファイブ                              | 古谷徹                               | 「燃えたつ炎のごとく」                                                     |                                                                       |
| 1997年9月26日  | アニカバー・声優大集合第2弾〜ダンシング・ユーロ・ボカン                                                  | 古谷徹                               | 「ゼンダマンの歌」                                                         | テレビアニメ『ゼンダマン』オープニングテーマ                          |
| 1997年9月26日  | 愛と感動のメモリアル・アニメ・ユーロビート                                                               | 古谷徹                               | 「あしたのジョー」 「宇宙戦艦ヤマト」 「ガッチャマンの歌」 「マジンガーZ」 |                                                                       |
| 2007年4月20日  | 復刻版TVアニメ・サウンドトラック ドラゴンクエスト-組曲ドラゴン伝説-                                      | 古谷徹                               | 「未来をめざして」                                                         | テレビアニメ『ドラゴンクエスト』後期オープニングテーマ                |
| 2012年12月12日 | Platinum Voice〜届けたい歌がある〜                                                                       | 古谷徹                               | 「レイニー ブルー」                                                        | 徳永英明のカヴァー                                                    |
| 2012年12月12日 | Platinum Voice〜届けたい歌がある〜                                                                       | Platinum Voice All Stars             | 「少年時代」                                                               | 井上陽水のカヴァー                                                    |
| 2020年11月19日 | 「ガンダムトライエイジ9周年記念9ポケットバインダーセット」封入特典CD GUNDAM TRYAGE MAIN THEME COLLECTION | 古谷徹                               | 「僕たちのトライエイジ」                                                   | カードゲーム『ガンダムトライエイジ』PV挿入歌                          |

### キャラクターソング
| 発売日   | 商品名                                                                   | 歌                                         | 楽曲                          | 備考                                                            |
| 1981年   | 1981年                                                                   | 1981年                                     | 1981年                        | 1981年                                                          |
| -------- | ------------------------------------------------------------------------ | ------------------------------------------ | ----------------------------- | --------------------------------------------------------------- |
| 6月?日   | 家族ロビンソン漂流記 ふしぎな島のフローネ 音楽編                         | フランツ（古谷徹）                         | 「風と唄おう」                | テレビアニメ『家族ロビンソン漂流記 ふしぎな島のフローネ』関連曲 |
| 10月?日  | 家族ロビンソン漂流記 ふしぎな島のフローネ ドラマ編                       | フランツ（古谷徹）                         | 「風と唄おう」                | テレビアニメ『家族ロビンソン漂流記 ふしぎな島のフローネ』関連曲 |
| 1983年   |                                                                          |                                            |                               |                                                                 |
| 7月?日   | ストップ!! ひばりくん! 音楽編                                            | 坂本耕作（古谷徹）                         | 「変な恋 (No!No!No!No!)」     | テレビアニメ『ストップ!! ひばりくん!』挿入歌                    |
| 1984年   |                                                                          |                                            |                               |                                                                 |
| ?月?日   | 特装機兵ドルバック 音楽篇II                                              | 無限真人（古谷徹）                         | 「愛の予告」 「明日への願い」 | テレビアニメ『特装機兵ドルバック』関連曲                        |
| 1月?日   | ストップ!! ひばりくん! SONG BOOK                                         | 坂本耕作（古谷徹）                         | 「変な恋 (No!No!No!No!)」     | テレビアニメ『ストップ!! ひばりくん!』挿入歌                    |
| 1986年   |                                                                          |                                            |                               |                                                                 |
| 6月21日  | ドラゴンボール ヒット曲集                                                | ヤムチャ（古谷徹）                         | 「ウルフハリケーン」          | テレビアニメ『ドラゴンボール』関連曲                            |
| 1989年   |                                                                          |                                            |                               |                                                                 |
| 1月24日  | きまぐれオレンジ☆ロード Loving Heart                                     | 春日恭介（古谷徹）                         | 「BAYSIDE DANCER」            | テレビアニメ『きまぐれオレンジ☆ロード』関連曲                   |
| 1990年   |                                                                          |                                            |                               |                                                                 |
| 7月21日  | 懐かしのアニメソング超CD未収録セット 〜作品別CDシングル豪華6枚組の巻〜   | 坂本耕作（古谷徹）                         | 「変な恋 (No!No!No!No!)」     | テレビアニメ『ストップ!! ひばりくん!』挿入歌                    |
| 1991年   |                                                                          |                                            |                               |                                                                 |
| 1月24日  | きまぐれオレンジ☆ロード ETERNAL COLLECTION SOUND COLOR BOX               | 春日恭介（古谷徹）                         | 「BAYSIDE DANCER」            | テレビアニメ『きまぐれオレンジ☆ロード』関連曲                   |
| 3月21日  | 聖闘士星矢 メモリアルBOX                                                 | ペガサス星矢（古谷徹）                     | 「ペガサス幻想」              | テレビアニメ『聖闘士星矢』関連曲                                |
| 1992年   |                                                                          |                                            |                               |                                                                 |
| 11月21日 | 美少女戦士セーラームーン 〜In Another Dream〜                            | 地場衛（古谷徹）                           | 「時を越えて…」               | テレビアニメ『美少女戦士セーラームーン』関連曲                  |
| 11月21日 | 美少女戦士セーラームーン 〜In Another Dream〜                            | 月野うさぎ（三石琴乃）、地場衛（古谷徹）   | 「You're Just My Love」       | テレビアニメ『美少女戦士セーラームーン』関連曲                  |
| 1993年   |                                                                          |                                            |                               |                                                                 |
| 6月1日   | 美少女戦士セーラームーンR 〜未来へ向かって〜                             | 地場衛（古谷徹）                           | 「抱きしめていたい」          | テレビアニメ『美少女戦士セーラームーンR』関連曲                 |
| 1994年   |                                                                          |                                            |                               |                                                                 |
| 4月1日   | ドラゴンボール／ドラゴンボールZ大全集                                    | ヤムチャ（古谷徹）                         | 「ウルフハリケーン」          | テレビアニメ『ドラゴンボール』関連曲                            |
| 11月21日 | ママレード・ボーイ Vol.5 ママレード・フェイス！〜ヴォーカルアルバム II〜 | 秋月茗子（山崎和佳奈）、名村慎一（古谷徹） | 「永遠のペイヴメント」        | テレビアニメ『ママレード・ボーイ』関連曲                        |
| 1999年   |                                                                          |                                            |                               |                                                                 |
| 6月1日   | 懐かしのミュージッククリップ㊾ ふしぎな島のフローネ                      | フランツ（古谷徹）                         | 「風と唄おう」                | テレビアニメ『家族ロビンソン漂流記 ふしぎな島のフローネ』関連曲 |
| 6月23日  | 殿堂TWIN⑥ 特装機兵ドルバック〈音楽篇I〜II〉                              | 無限真人（古谷徹）                         | 「愛の予告」 「明日への願い」 | テレビアニメ『特装機兵ドルバック』関連曲                        |
| 2002年   |                                                                          |                                            |                               |                                                                 |
| 11月21日 | 聖闘士星矢コンプリート・ソング コレクション                              | ペガサス星矢（古谷徹）                     | 「ペガサス幻想」              | テレビアニメ『聖闘士星矢』関連曲                                |
| 2003年   |                                                                          |                                            |                               |                                                                 |
| 5月21日  | ママレード・ボーイ 全曲集                                                | 秋月茗子（山崎和佳奈）、名村慎一（古谷徹） | 「永遠のペイヴメント」        | テレビアニメ『ママレード・ボーイ』関連曲                        |
| 9月25日  | ドラゴンボール 全曲集                                                    | ヤムチャ（古谷徹）                         | 「ウルフハリケーン」          | テレビアニメ『ドラゴンボール』関連曲                            |
| 2006年   |                                                                          |                                            |                               |                                                                 |
| 6月21日  | 聖闘士星矢 主題歌＆BEST                                                  | ペガサス星矢（古谷徹）                     | 「ペガサス幻想」              | テレビアニメ『聖闘士星矢』関連曲                                |
| 2008年   |                                                                          |                                            |                               |                                                                 |
| 11月21日 | 聖闘士星矢 ETERNAL CD BOX                                                | ペガサス星矢（古谷徹）                     | 「ペガサス幻想」              | テレビアニメ『聖闘士星矢』関連曲                                |
| 2013年   |                                                                          |                                            |                               |                                                                 |
| 12月25日 | 聖闘士星矢Ω Song Collection                                              | ペガサス星矢（古谷徹）                     | 「Spirit of Saint」           | テレビアニメ『聖闘士星矢Ω』関連曲                               |
| 2016年   |                                                                          |                                            |                               |                                                                 |
| 2月24日  | ワンピース ニッポン縦断! 47クルーズALBUM “東”                            | サボ（古谷徹）                             | 「River of Freedom」          | テレビアニメ『ONE PIECE』関連曲                                 |
| 8月24日  | 聖闘士星矢 SONG SELECTION                                                | ペガサス星矢（古谷徹）                     | 「ペガサス幻想」              | テレビアニメ『聖闘士星矢』関連曲                                |

## 執筆

### 著作
- 『ヒーローの声 飛雄馬とアムロと僕の声優人生』（角川書店、2009年7月、ISBN 4-04-715275-7） - 初の著書。ガンダム秘話や演じた数々の主人公役についての回想。

### 連載コラム
- 『南風クロスオン10m』 - アニメ系月刊誌『月刊OUT』にて連載したコラム。仕事や趣味などについて書いた。1993年8月号から開始し、同誌最終号の1995年5月号まで続いた。その後OUTを引き継いだ『Magazine MEGU』にて同じタイトルで継続したが、MEGUも休刊となり最終号の1997年5月号で終了した。